# Amir Chusrau

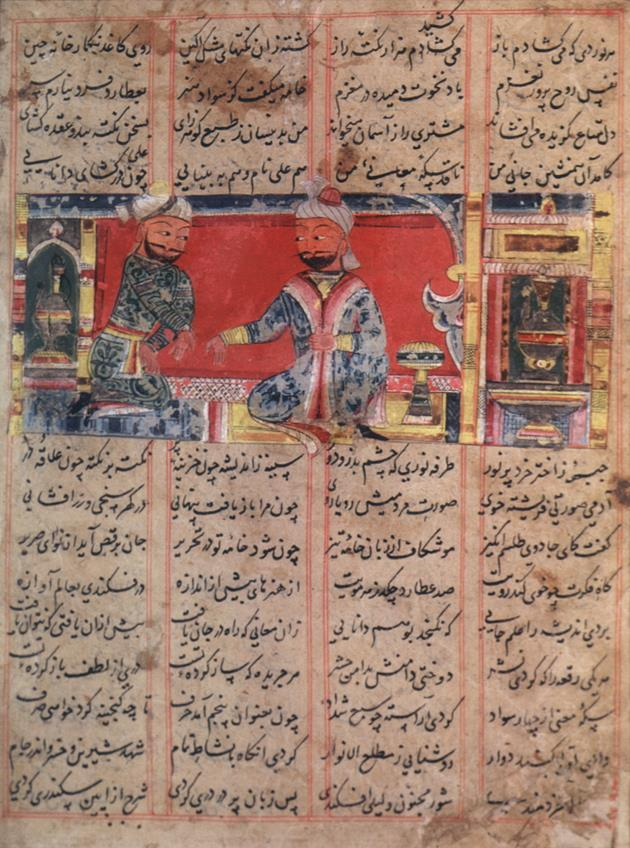
Amīr Chusrau bekommt Besuch von seinem Freund Ali. Aus einem Hašt Bihišt, Indien ca. 1450.

Amīr Chusrau Dihlavī (persisch امیر خسرو دهلوی, DMG Amīr Ḫusrau Dihlavī; Hindi: अमीर खुसरो दिहलवी Amīr Khusro Dihlavī; geboren 1253 in Patiyali im Distrikt Kasganj; gestorben 1325 in Delhi) war ein türkisch-indischer Dichter. Er war der berühmteste persischsprachige Dichter der indischen Sultanatszeit. Obgleich er türkischer Herkunft war, dichtete er fast ausschließlich in der Hofsprache Persisch und wurde in allen Teilen der persophonen Welt gelesen. Er betonte jedoch seine indische Heimat und nannte sich Ṭūṭī-yi Hind, „Papagei aus Indien“.
Nach dem frühen Tod seines Vaters wuchs er im Haus seines Großvaters auf, der seit der Zeit Balbans ein hohes Amt innehatte. Ab etwa 1273 verdiente Chusrau seinen Lebensunterhalt als Dichter. Er stand zunächst im Dienst von drei Familienangehörigen Balbans und diente von 1290 bis zu seinem Tod insgesamt sechs Herrschern als Hofdichter. Er hat bedeutende literarische Neuerungen eingeführt und rund zwanzig Werke hinterlassen. Besonders bemerkenswert ist seine Erfindung des historischen Masnawī, in dem er Themen aus dem politischen und privaten Lebensbereich der ihm bekannten Sultane von Delhi in Versform präsentierte. Neben fünf historischen Masnawīs hat er insgesamt fünf Diwane hinterlassen und als erster nach dem Vorbild Nizāmīs eine eigene Chamsa verfasst.
Es ist gesichert, dass er in der Lokalsprache Hindavi gedichtet hat. Einiges davon hat sich wahrscheinlich in noch heute gesungenen Volksliedern und den Qawwālī-Gesängen erhalten. In welchem Umfang das überlieferte Material wirklich auf ihn zurückgeht, ist jedoch ungewiss. Unsicher ist auch, inwieweit er Einfluss auf die Entwicklung der Musik in Indien genommen hat. Amīr Chusrau konnte mehrere Instrumente spielen und besaß fundierte Kenntnisse in der Musiktheorie. Häufig wird ihm die Erfindung von Musikinstrumenten und speziellen Melodien zugeschrieben; hierüber gibt es aber ebenfalls keine sicheren Kenntnisse.
Trotz seiner Tätigkeit am Hof war er der Lieblingsschüler des Sufi-Meisters Nizām ad-Dīn Auliyāʾ, dessen Lob er in vielen seiner Werke neben das seiner königlichen Mäzene stellte. Der Tod Nizām ad-Dīns ging ihm sehr nahe und er starb wenige Monate später. Sein Grab, das seit Jahrhunderten ein bedeutender Wallfahrtsort ist, liegt in der Nähe des Heiligen.

## Kindheit

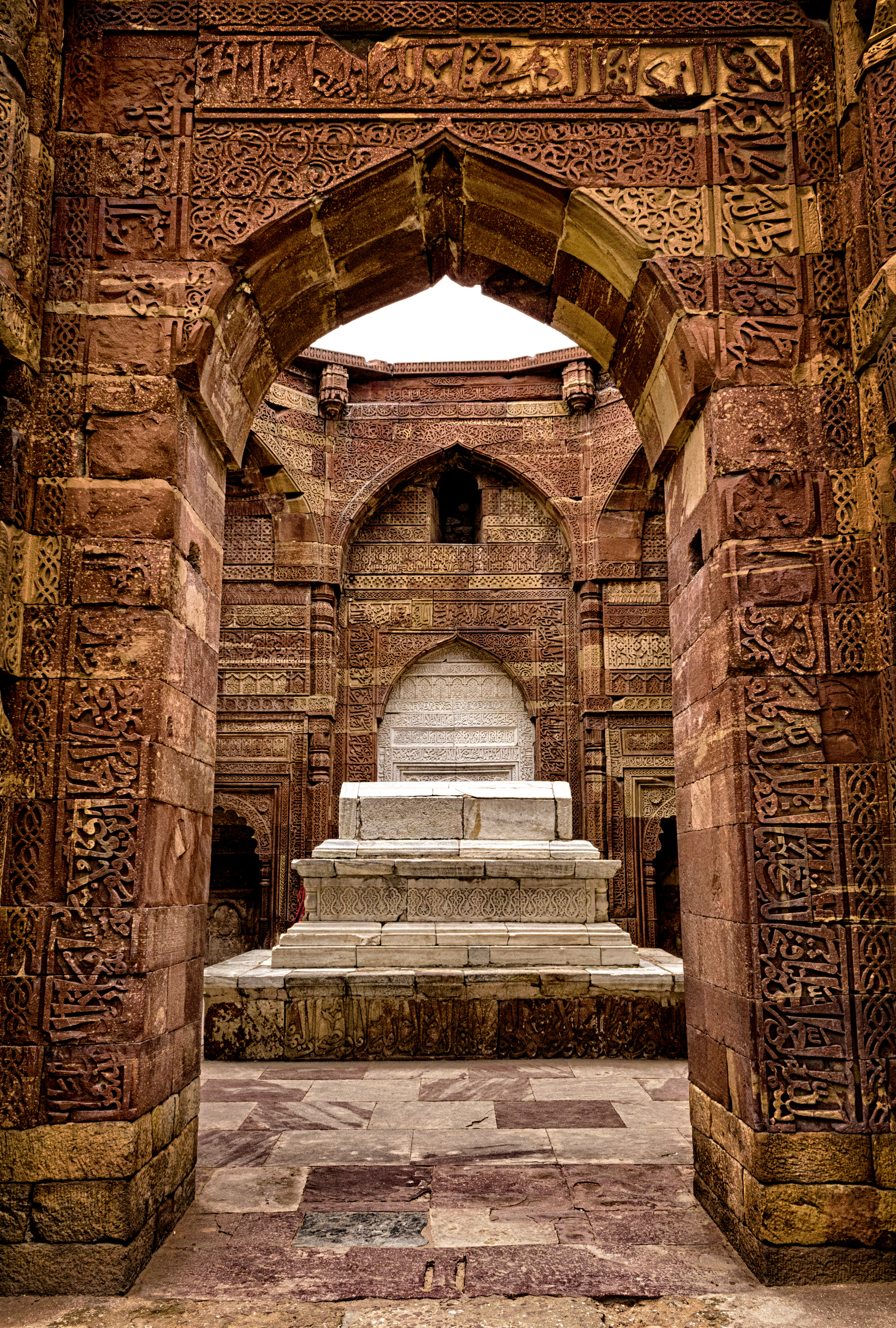
Grab von Iltutmisch, ca. 1240

Amīr Chusraus Vater, Sayf ad-Dīn Mahmūd, war ein Türke aus dem Stamm der Lātschīn, der wie andere Stammesmitglieder, vor den Mongolen von Transoxanien nach Indien ausgewichen war. Er trat dort in den Dienst von Sultan Schams ad-Dīn Iltutmisch, wodurch er den Beinamen „Schamsī“ erhielt und in der Dichtung seines Sohnes zuweilen als Sayf-i Schamsī („das Schwert von Schams (ud-Dīn Iltutmisch)“) auftaucht. Welche Position Amīr Sayf ad-Dīn Mahmūd genau innehatte, ist nicht bekannt, sicher ist aber, dass er als Amīr einen beachtlichen Rang im Heer eingenommen haben muss. Er heiratete Daulat, die Tochter von ʿImād al-Mulk, einem Muslim mit indischen Wurzeln, der zu Beginn seiner Karriere für die Jagdfalken von Sultan Iltutmisch zuständig war.
Wahrscheinlich hatte Sayf ad-Dīn Mahmūd ein Lehen in Patiyali im Distrikt Etah erhalten, wo auch Chusrau zur Welt kam. Dieser erwähnt sein eigenes Geburtsjahr, 651 H. (1253), mehrfach in seinem Werk. Sein Name, der von manchen als Abū 'l-Hasan Yamīn ad-Dīn Chusrau angegeben wird, findet sich so in keinem von Amīr Chusraus Werken. Er nennt sich selbst immer nur entweder Chusrau oder Sultānī oder Chusrau-i Lātschīn. Er hatte zwei Brüder: Einen älteren namens ʿIzz ad-Dīn ʿAlī Schāh und einen jüngeren Bruder, von dem der Name Husām ad-Dīn Qutlugh überliefert ist. Über eine oder mehrere mögliche Schwestern ist nichts bekannt. Chusraus Vater, der selbst nicht lesen konnte, sorgte für eine gute Ausbildung seiner Söhne. ʿIzz ad-Dīn, der Älteste, wurde ein Gelehrter, der mit dem Arabischen und Persischen wohlvertraut war. Sein jüngster Sohn fand dagegen keinen Gefallen am Buchwissen, sondern zeichnete sich in der Kampfkunst aus. Er erhielt vom Sultan den Titel Ḥusām ad-Dīn (Schwert des Glaubens) und verlor 1298/99 in einer Schlacht sein Leben. Chusrau selbst ging von früher Kindheit an zu einer Art Primarschule in Delhi und wurde außerdem von einigen Gelehrten zu Hause unterrichtet.
Im Vorwort zum Tuḥfat as-Siġar erzählt er: „Mein Vater schickte mich in die Schule, aber ich wiederholte nur Reime, und mein gelehrter Lehrer […] versuchte, mich in Kalligraphie zu unterrichten, während ich Verse über den seidigen Flaum auf schönen Gesichtern verfasste. […] Infolgedessen begann ich in diesem zarten Alter, Verse und Ghaselen zu verfassen, die die Bewunderung und das Erstaunen der Älteren hervorriefen.“ Sein Vater und seine Lehrer erkannten Chusraus außerordentliche Begabung für die Dichtung und förderten diese Neigung. Seine Lehrer nahmen ihn mit zu literarischen Versammlungen und in die Häuser vornehmer Herren, wo sie seine Fähigkeiten bewundern ließen. Bei einer dieser Gelegenheiten erhielt er von einem Gelehrten die Aufgabe, aus den Worten Haar, Ei, Pfeil und Melone einen Vers zu machen. Er überzeugte mit einem Vierzeiler und erntete höchstes Lob. Auf die Frage nach seinem Namen und dem seines Vaters, Sultānī-yi Schamsī, forderte der Gelehrte ihn auf, fortan den Dichternamen „Sultānī“ zu tragen, um damit ebenfalls mit Königen verbunden zu sein. Außerdem sei der Sulṭānī doppelt soviel wert, wie ein Dirham – ebenso möge auch Chusrau künftig doppelt so viel wie andere Dichter geschätzt werden. Diesen Namen hat er in der Frühzeit tatsächlich häufig an Stelle von Chusrau verwendet.

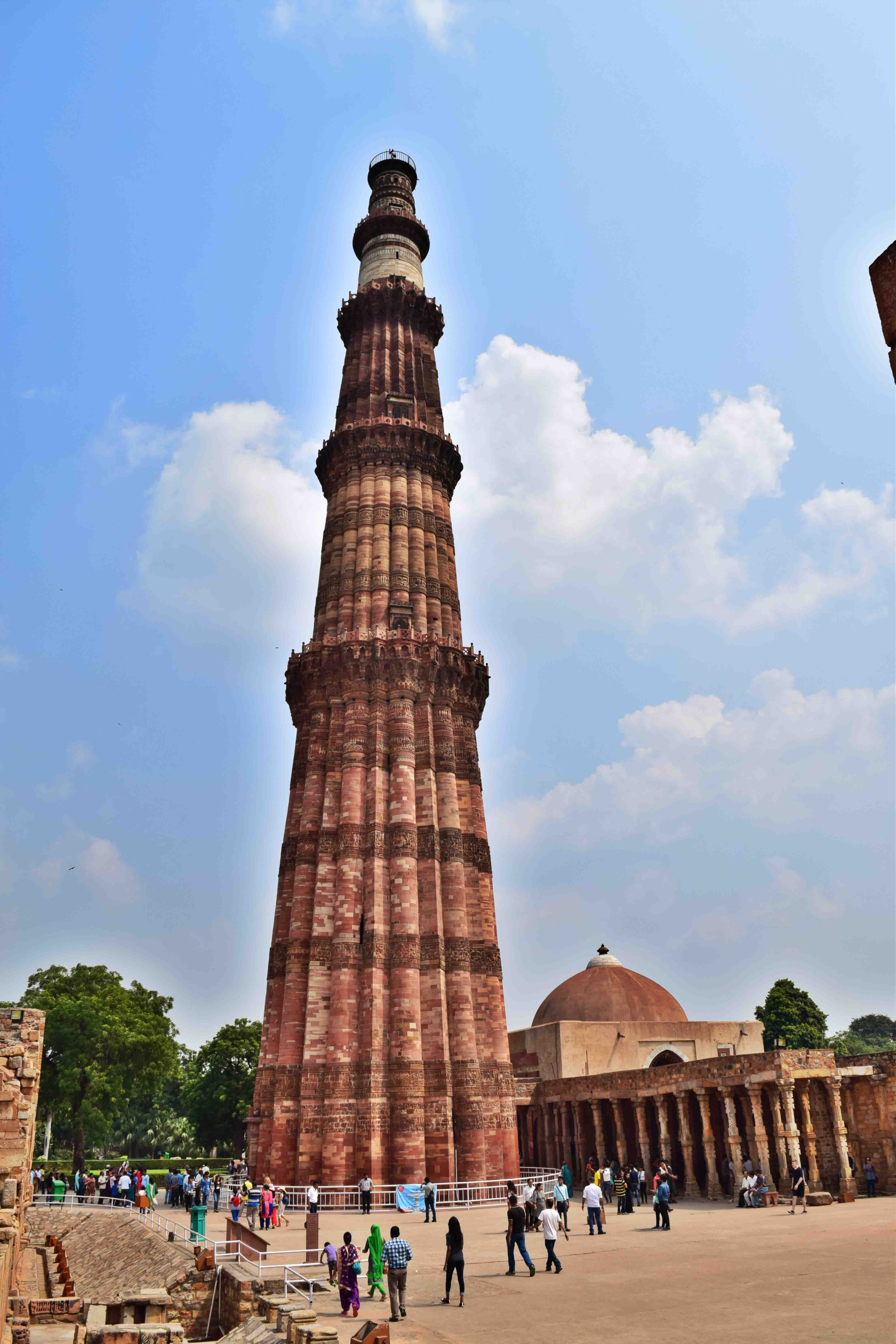
Qutb Minar in Delhi, erbaut ca. 1202–1236

## Im Haus des Großvaters
Als Chusrau acht Jahre als war, starb sein Vater. Der Junge kam nun in das Haus seines Großvaters ʿImād al-Mulk, während seine Mutter mit den beiden Brüdern in Patiyali blieb. Zu dieser Zeit, 1261, war Nasīr ad-Dīn Mahmūd der Sultan des Reiches. Er war der jüngste Sohn oder womöglich auch ein Enkel von Iltutmisch, der während seiner 22jähigen Regierungszeit alle wichtigen Staatsgeschäfte von seinem Generalissimus Ghiyāth ad-Dīn Balban ausführen ließ. Nach dem Tod Nasīr ad-Dīn Mahmūds schwang Balban sich selbst zum Sultan auf. Chusraus Großvater hatte sich von Anfang an als loyaler Gefolgsmann Balbans erwiesen, der ihn zum Dank dafür in kometenhafter Geschwindigkeit an die Spitze der Amtshierarchie befördert hat. Als ʿĀriż-i mamālik war ʿImād al-Mulk für die gesamte militärische Organisation des Reiches verantwortlich. Seiner hohen Stellung entsprechend unterhielt er ein prachtvolles Haus. Der Geschichtsschreiber Barani berichtet, dass zweihundert türkische und zweitausend indische Sklaven und Diener sowie eintausend Soldaten in seinem persönlichen Dienst standen. Berühmte und wichtige Männer waren seine Gäste. In dieser luxuriösen Umgebung verbrachte Chusrau die nächsten zwölf Jahre. Es gibt keinen Hinweis darauf, dass er in dieser Zeit eine Schule besucht oder von Gelehrten eine Ausbildung erhalten hätte. Allein seinen Kalligraphielehrer, Chwādscha Asad ad-Dīn, hat er erwähnt. Er war jedoch bei den Unterhaltungen der Gelehrten, den Rezitationen der Dichter und den Vorträgen der Musiker zugegen. Daher dürften auch seine Kenntnisse in den Bereichen der Astronomie, Grammatik, Theologie und der Rechtslehre stammen, die in seinen Werken deutlich werden. Chusrau beschäftigte sich vor allem damit, sich in der Dichtkunst zu üben. Mit aller Leidenschaft vertiefte er sich in die poetischen Werke bekannter Meister und versuchte, die verschiedenen Stile nachzuahmen. Aber anders als üblich legte er seine poetischen Versuche keinem Fachmann vor, der Korrekturen oder Anregungen hätte geben können. Sein erster Diwan, Tuḥfat as-Ṣighar („Geschenk der Jugend“), entstand in den letzten drei Jahren, die er im Haus seines Großvaters verbrachte.

## Chusrau als Panegyriker der Familie Balbans

### Bei Balbans Neffen ʿAlā ad-Dīn Kischlū Chān
Als ʿImad al-Mulk etwa 1272/73 starb, war Chusrau fast zwanzig Jahre alt. Er trauerte sehr und schrieb eine lange Elegie über den Tod seines Großvaters. Wir können heute nur spekulieren, ob er sich in der Suche nach Trost über diesen Verlust dem Sufi-Orden der Chishtiyya zugewendet hat. Er wurde jedenfalls im selben Jahr zum Schüler von Nizām ad-Dīn Auliyāʾ, einem der bekanntesten und verehrtesten Heiligen der Chishtiyya. Der Tod ʿImad al-Mulks war aber nicht nur ein persönlicher Verlust, sondern bedeutete auch, dass Chusrau seinen Lebensunterhalt nun selbst verdienen musste. M.W. Mirza, der die ausführlichste Studie zu Amir Chusrau vorgelegt hat, charakterisiert den jungen Mann in dieser Situation folgendermaßen:

„Der junge Dichter begann also seinen Weg in die Öffentlichkeit mit nur dürftigen Kenntnissen der ernsthaften Wissenschaften, aber mit einem außergewöhnlichen Talent für Poesie, einem ausgeprägten Verständnis für schöne und angenehme Dinge und vor allem mit einer Schlagfertigkeit und einem hellen Humor, die ihm einen ehrenvollen Platz in jeder Versammlung sicherten. Er war der geborene Höfling, so wie er der geborene Dichter war, und er spielte diese Doppelrolle fast bis zu den letzten Augenblicken seines Lebens.“

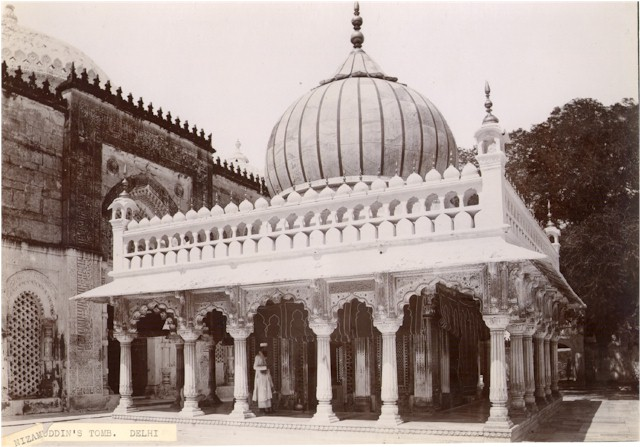
Grab von Nizām ud-Dīn Auliya in Delhi

Der erste, in dessen Dienst Chusrau trat, war Malik ʿAlāʾ ad-Dīn Kischlū (oder Kischlī) Chān, der auch als Malik Tschadschū bekannt war. Als Neffe von Sultan Balban war er machtvoll und einflussreich. Er zeichnete sich durch seine außerordentliche Großzügigkeit aus, ganz besonders gegenüber Dichtern. Bei seinen Versammlungen kamen die höchsten Prinzen und andere Personen von Rang zusammen. Chusraus Aufgabe war es, die Versammlungen seines Mäzens mit Schlagfertigkeit und angenehmem Humor zu bereichern und selbstverständlich auch, als Panegyriker dessen Lob in schönen Versen zu singen. Wie der Dichter selber sagt, wurde er zum engen Gefährten und Vertrauten von ʿAlā ad-Dīn. Nach etwa zwei Jahren kam es jedoch zum Zerwürfnis: Bei einer Feier im Hause von ʿAlā ad-Dīn Kischlū war auch dessen Cousin Bughrā Chān zu Gast, der jüngere Sohn von Balban. In seinem Gefolge war sein Sekretär, der Gelehrte und Dichter Schams ad-Dīn Dabīr, und ein weiterer Dichter namens Qādī Athīr. Die beiden rezitierten ihre Gedichte, die Chusrau mit eigenen Versen beantwortete, so dass die drei sich einen regelrechten Dichterwettstreit lieferten. Die Chane belohnten die Darbietung mit einem üppigen Geldregen, und Bughra Chān war so begeistert von Chusraus Gedichten, dass er ihm eine ganze Schüssel voller Silbermünzen schenkte. „Und mit diesem großzügigen Geschenk machte er mich zu seinem dankbaren Sklaven.“ Ob aus diesen Worten zu schließen ist, dass Chusrau sich mit lobenden Versen für diese Gabe bedankt hat oder ob allein die Annahme des Geldes den Zorn von Kischlū Chān erregt hat, bleibt ungewiss. Sein Mäzen trachtete jedenfalls seit diesem Abend danach, ihn zu bestrafen, so dass Chusrau es für das Beste hielt, zu fliehen und sich einen neuen Patron zu suchen.

### Im Dienst von Balbans Sohn Bughra Chān
Chusrau entschied sich, Zuflucht bei Nāsir ad-Dīn Bughra Chān zu suchen. Er war zu dieser Zeit der Gouverneur von Samana, einer wichtigen Festung, die den Weg von der Nordwestgrenze nach Delhi vor den Einfällen der Mongolen sicherte. Der neue Poet war hochwillkommen und wurde schon bald sein geschätzter Nadim. Die Zeit in Samana endete jedoch, als Bughra Chān seinen Vater auf einem Feldzug nach Bengalen begleiten musste. Dort hatte Balbans Gouverneur Tughril Chān versucht, sich vom Sultanat in Delhi unabhängig zu machen und sich zum König von Bengalen erklärt. Nachdem Balban bereits erfolglos zwei Armeen ausgesandt hatte, um den Abtrünnigen in seine Schranken zu weisen, machte er sich etwa 1280 persönlich auf den Weg. Chusraus Werk ist zu entnehmen, dass er den Heereszug nur widerwillig begleitet hat. Bis Bengalen waren rund 1300 km zurückzulegen, und da kurz nach dem Aufbruch die Regenzeit einsetzte, erwies sich der Weg als besonders mühsam, weil das Land zum Teil überflutet war. In Bengalen stellten ausgedehnte Sumpfgebiete weitere große Gefahren dar. Nach dem Sieg über Tughril ernannte Balban seinen Sohn Bughra Chān zum Gouverneur über Lakhnauti und Bengalen. Dieser bemühte sich vergebens, Chusrau zum Bleiben zu überreden. Der Dichter zog es vor, mit der Armee wieder nach Delhi zurückzukehren und erreichte die Hauptstadt nach einer insgesamt mehr als einjährigen Reise im Jahr 1281/82.

### Am Hof von Balbans Sohn Muhammad Sultān in Multan

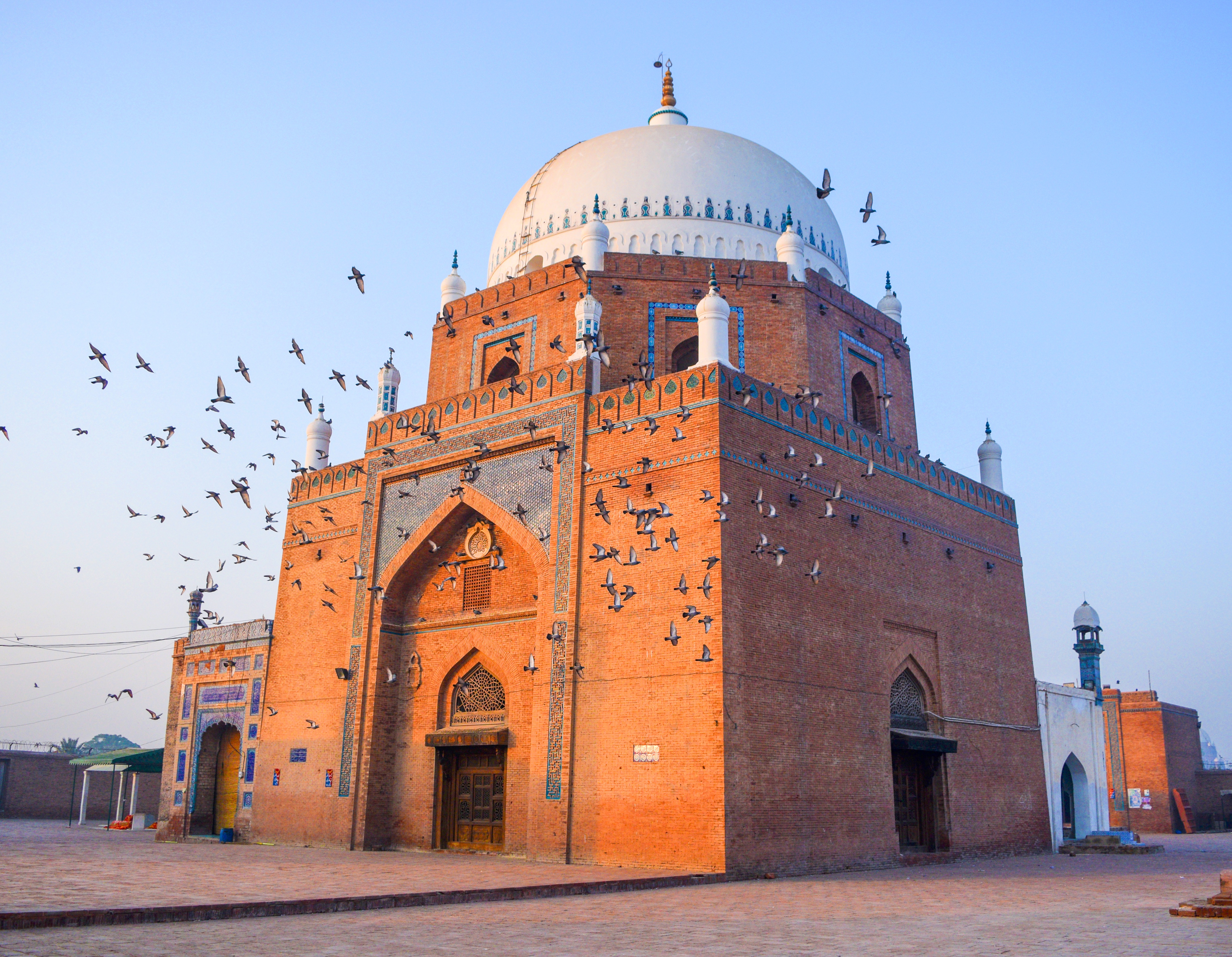
Grab von Baha ud-Dīn Zakariya in Multan, erbaut 1262

Nach der Rückkehr von Sultan Balban gab es eine mehrtägige Siegesfeier in Delhi, bei der auch Balbans älterer Sohn Muhammad Sultān zugegen war. Er war aus Multan angereist, das ebenfalls eine wichtige Festung an der Nordwestgrenze war. Muhammad Sultān zeichnete sich nicht nur als fähiger Feldherr aus, sondern auch als gebildeter und kunstsinniger Fürst, der an seinem Hof zahlreiche Dichter und Gelehrte versammelt hatte. Nach Delhi war Multan zu dieser Zeit der bedeutendste Hof des Sultanats und ein literarisches Zentrum von hohem Rang. Chusrau hatte in Delhi die Gelegenheit, ihm einige Verse vorzutragen und erhielt dafür nicht nur ein Ehrengewand, sondern auch eine Einladung nach Multan. Dort traf er auf Nadschm ad-Dīn Hasan Sidschzī, der ebenfalls ein hoch geschätzter Dichter und Schüler von Nizām ad-Dīn Auliyāʾ war. Es ist nicht sicher, ob sich die beiden schon vorher kannten, aber spätestens seit der gemeinsamen Zeit am Hof des Prinzen waren die beiden freundschaftlich miteinander verbunden. In diesem Zusammenhang hebt M.W. Mirza hervor, dass es im Werk der beiden keinen Hinweis auf eine ungewöhnlich enge Beziehung gibt, wie es in der Literatur zuweilen behauptet wird. Beide gehörten zu den prominentesten Persönlichkeiten am Hof. Chusrau, der gerade seinen zweiten Diwan mit dem Titel Waṣt al-Ḥayāt („Mitte des Lebens“) zusammengestellt hatte, galt inzwischen sogar als einer der wichtigsten Poeten seiner Zeit und war selbst in Persien bekannt. Der berühmte Dichter Saʿdī, den Muhammad Sultān vergeblich an seinen Hof zu locken versuchte, gab den Boten des Prinzen neben einem persönlichen Geschenk auch eine besondere Empfehlung für Amīr Chusrau mit, für den er seine tiefe Bewunderung zum Ausdruck brachte.
Das Leben im Dienst von Muhammad Sultān hatte nicht nur Vorzüge. Multan lag in einem wüstenartigen Gebiet an der Grenze, die regelmäßig von Mongolen bedroht wurde und aktive Verteidigung und Abwehr der Eindringlinge verlangte. Chusrau musste seinen Patron auf den Kriegszügen begleiten und dabei viel Zeit in abgelegenen Festungen verbringen. Bei einem dieser Aufenthalte schrieb er einen langen Brief an einen Freund in Delhi, in dem er seine Trennung von der Hauptstadt und die Härten, die er erleiden muss, beklagt. Immerhin konnte er mindestens einmal im Jahr zusammen mit Muhammad Sultān nach Delhi reisen, der Sultan Balban alljährlich seine Aufwartung machte. Aus Chusraus Werk geht hervor, dass er in dieser Zeit bereits verheiratet war. Es ist aber nichts über seine Ehefrau bekannt. Lediglich seine Kinder erwähnt er später in seiner Dichtung. Den Tod von zwei Söhnen beklagt er in einigen der schönsten Elegien in seinen Diwanen. Seiner Tochter widmet er ein ganzes Kapitel im Hašt Bihišt. Seine Familie lebte wahrscheinlich im sicheren Delhi oder Patiyali, so dass er die meiste Zeit des Jahres nur brieflich mit ihnen in Kontakt stehen konnte. Er bedauerte diese Trennung sehr.

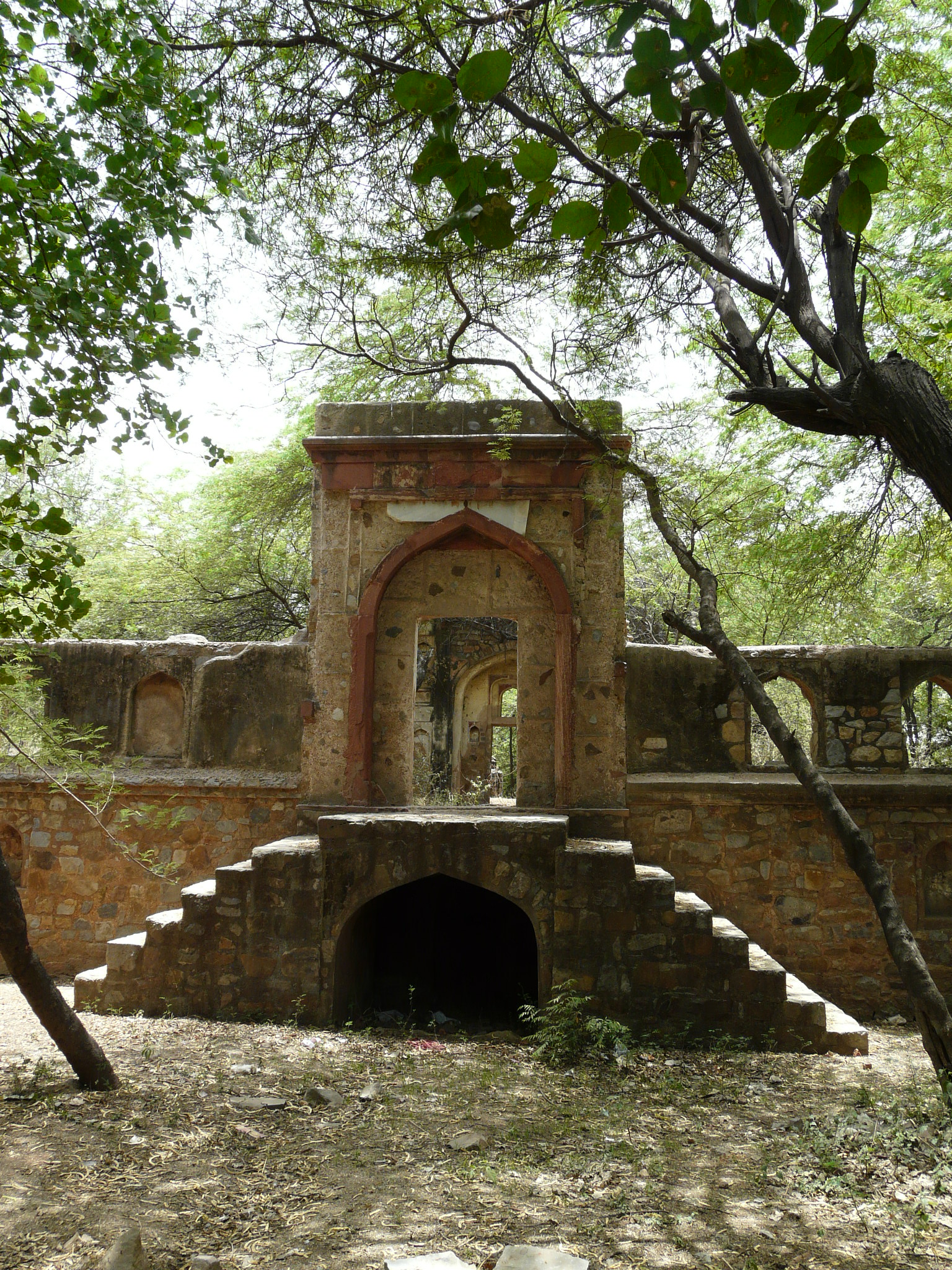
Eingang zum Grab von Muhammad Sultān, Delhi

Im Februar 1285 erreichte Muhammad Sultān die Nachricht, dass ein Heer von 20.000 Mongolen vor Lahore und Dipalpur steht. Der Prinz eilte nach Norden und am 9. März 1285 kam es zur Schlacht, bei der er von einem tödlichen Pfeil getroffen wurde. Chusrau hat darüber mehrere Elegien verfasst. Viele gerieten nun in Gefangenschaft, unter ihnen auch Chusrau. Er musste lange vor einem berittenen Mongolen herlaufen, der ihn immer wieder bedrohte, und litt unter der Hitze und den Dornen, die seine Füße zerrissen. Ihm gelang jedoch die Flucht und er kehrte schon bald nach Multan zurück. Der Tod des Prinzen wurde im ganzen Land tief betrauert und war auch ein schwerer Schlag für Chusrau, denn er hatte sich große Hoffnungen auf eine Karriere bei dem künftigen Sultan gemacht. Nun kehrte er erst einmal nach Delhi oder Patiyali zurück.

## Bei ʿAmīr ʿAlī Sardschāndār Hātam Chān in Delhi und Avadh
Chusrau schloss sich nun ʿAmīr ʿAlī Sardschāndār an, ein ebenfalls sehr freigebiger Mäzen, und lebte etwa zwei Jahre in Delhi. Dort hatte sich die politische Situation inzwischen verändert. Sultan Balban war 1287 gestorben. Er hatte Muhammad Sultans Sohn Kaichusrau als seinen Nachfolger vorgesehen, aber einige der hohen Adligen unter Führung des machtvollen Kastellans (kōtwāl) von Delhi, Fachr ad-Dīn, verhalfen stattdessen Bughra Chans 18-jährigem Sohn Kaiqubād auf den Thron. Der junge Mann, der bis dahin unter den gestrengen Augen des Großvaters erzogen worden war, nutzte die neuen Freiheiten weidlich aus und überließ die Regierung Nizām ad-Dīn, dem Neffen und Schwiegersohn Fachr ad-Dīns. Nizām ad-Dīn versuchte, seine Macht weiter auszubauen, und ließ nicht nur Kaichusrau, sondern auch viele politische Rivalen töten. Kaiqubāds Vater Bughra Chān, der nach der Thronbesteigung seines Sohn den Titel Sultān Nāsir ad-Dīn angenommen hatte, beobachtete das Geschehen von Bengalen aus und entschloss sich schließlich einzugreifen. Mit welchem Ziel genau er seine Armee in Richtung Delhi führte, wird von den Zeitgenossen unterschiedlich beschrieben. Es ist nicht auszuschließen, dass er damit auch seinen eigenen Anspruch auf den Thron geltend machen wollte. Er traf jedenfalls am Fluss Sarayu, dem Unterlauf der Ghaghara, auf das Heer seines Sohnes. Zu den Amiren im Gefolge von Sultan Kaiqubād gehörte auch ʿAlī Sardschāndār, den Chusrau begleitete. Der Dichter wurde daher persönlich Zeuge der nun folgenden Ereignisse: Die beiden Armeen standen sich zunächst auf den beiden Seiten des Flusses gegenüber. Kaiqubād und Sultan Nāsir ad-Dīn und sandten einander Botschaften, die zunehmend freundlicher wurden. Dann tauschten sie Geschenke aus und trafen sich am Ende persönlich, wobei Kaiqubād seinem Vater entgegenlief und die beiden sich in die Arme fielen. Die Konfrontation endete in mehrtägigen Festlichkeiten, von denen Amīr Chusrau seinem Freund Nadschm ad-Dīn Hasan in einem langen Brief berichtete.
Auf dem Rückweg wurde ʿAlī Sardschāndār zum Gouverneur der Provinz Avadh ernannt und Chusrau sollte dort bleiben, ohne vorher in die Hauptstadt zurückzukehren. Er war jedoch so unglücklich, fern von Delhi, seinen Freunden und vor allem seiner Mutter zu leben, dass er nach etwa zwei Jahren um die Erlaubnis zur Rückkehr bat. Großmütig ließ ʿAlī Sardschāndār ihn ziehen und gab ihm zum Abschied zwei Tabletts voller Goldstücke.
In Delhi erhielt er schon bald nach seiner Rückkehr die Aufforderung, vor dem Sultan zu erscheinen. Dieser bat ihn um die Abfassung eines Werkes, das an das Zusammentreffen mit seinem Vater erinnern sollte. Der Dichter verfasste innerhalb von sechs Monaten das Masnawī Qirān as-Saʿdain (Die Konjunktion der beiden glückbringenden Sterne), das er etwa im Oktober 1289 vorlegen konnte und seither der offizielle Hofdichter war. Kaiqobād erlitt bald darauf einen Schlaganfall, wurde kaum ein Jahr später ermordet und Dschalāl ad-Dīn Firūz Schāh Chaldschī bestieg den Thron.

## Am Hof der Chaldschī-Sultane

### Dschalāl ad-Dīn Firūz Schāh
Chusrau wurde übergangslos in den Dienst von Dschalāl ad-Dīn Firūz Schāh Chaldschdī übernommen, der im Juni 1290 die Macht übernahm. Das Verhältnis zwischen dem neuen Schah und Chusrau war von gegenseitiger Wertschätzung geprägt. Dschalāl ad-Dīn schrieb selber Gedichte, und Badāʾūnī hat einige seiner eleganten Vierzeiler und Ghaselen überliefert. Er verlieh Chusrau den Titel eines Amīr und den offiziellen Rang eines muṣḥafdār („Koranhüter“), der ihm ein festes Gehalt sicherte. Überdies nahm er ihn als Nadim in den inneren Kreis seiner Gefährten auf. Obwohl er bei seiner Thronbesteigung bereits über 70 war und sein Leben mit vielen Feldzügen verbracht hatte, wird er als heiterer Mensch beschrieben. Er gab großartige Feste mit reichlich Wein, zu denen Musiker, Tänzerinnen und berühmte Sänger eingeladen waren, die Ghazelen von Amir Chusrau und Hasan Sidschzī rezitierten. Der Historiograph Barani schwelgt in der Erinnerung an diese Abende und berichtet, dass Chusrau jede Nacht neue Ghaselen mitbrachte.

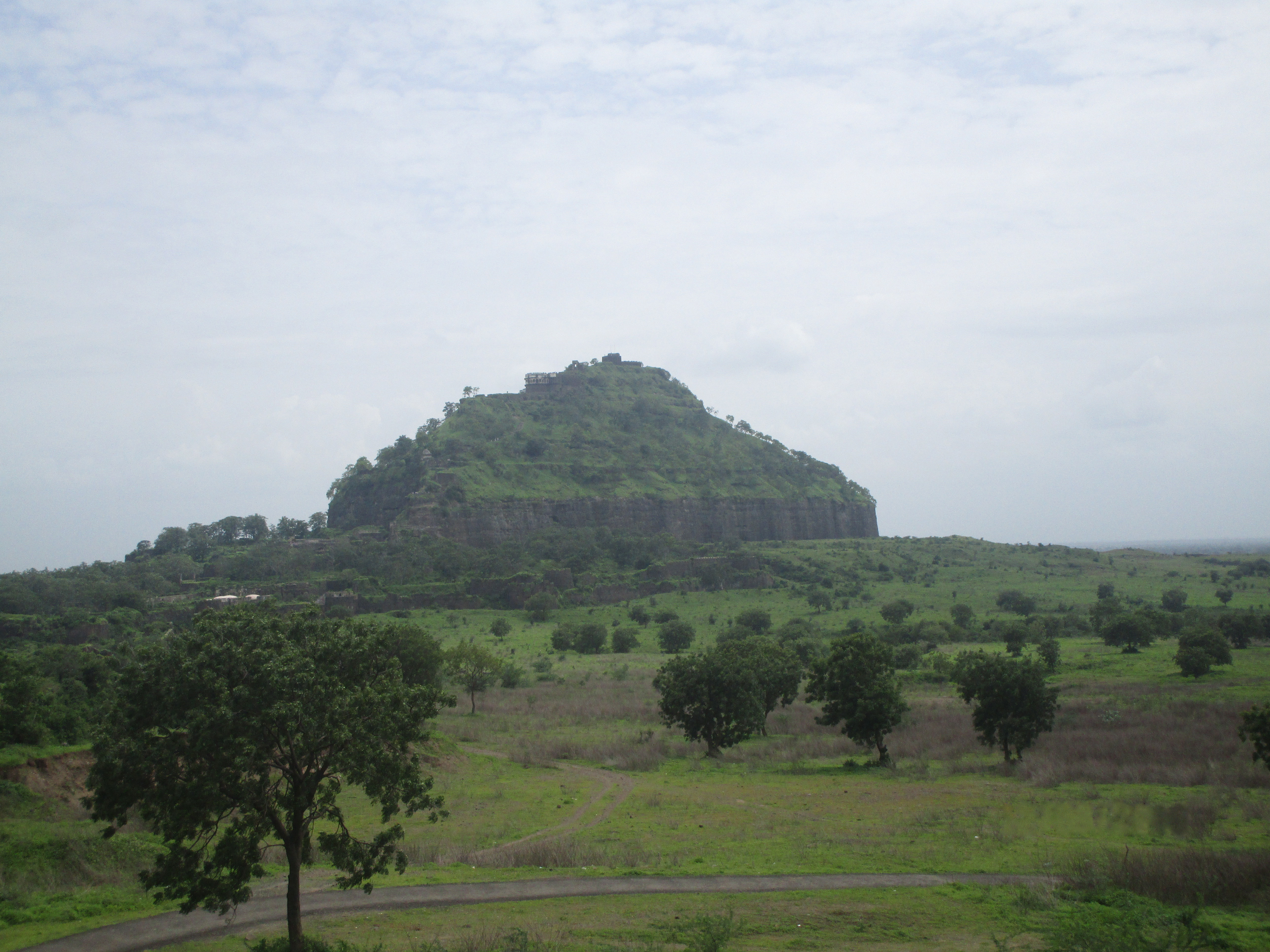
Festung von Deogiri

Zu den wichtigsten Ereignissen in der Zeit von Dschalāl ad-Dīn gehört eine Revolte von Chusraus früherem Mäzen Malik Tschadschu. Dieser sah sich, da er ein Neffe Balbans war, als rechtmäßiger Thronerbe und fand darin Unterstützung von einflussreichen türkischen Persönlichkeiten. Im zweiten Jahr von Firūz Schāh Chaldschī erklärte er seine Unabhängigkeit, stellte eine Armee zusammen und marschierte in Richtung Delhi. Der König zog ihm entgegen, das Heer der Angreifer wurde besiegt, Malik Tschadschu gefangen genommen – und am Ende begnadigt und in Ehren zu einem neuen Wirkungsort entlassen. Amir Chusrau begleitete den Herrscher auf dem Feldzug und konnte das Geschehen aus nächster Nähe beobachten. Er hat diesen sowie weitere Siege von Firūz Schāh Chaldschi in seinem Masnawī Miftāḥ al-Futūḥ („Schlüssel zu den Siegen“) beschrieben, das er 1291 vollendete.
Auch wenn es Firūz Schāh im Jahre 1292 gelang, den Einfall eines 100.000 Mann starken Mongolenheeres zu verhindern, waren seine Tage gezählt. Seine Nachsicht und Milde interpretierten die hohen Heerführer als Schwäche und es gab mehrfach Versuche, ihn zu beseitigen. Sein Neffe und Schwiegersohn ʿAlā ad-Dīn lockte ihn schließlich in eine Falle. Er hatte ohne Erlaubnis einen Feldzug nach Deogiri unternommen, den Seuna-Herrscher Ramachandra besiegt und immense Beute von dort mitgebracht. Unter dem Vorwand, seinem Onkel diese Schätze präsentieren zu wollen, lud er ihn zu seinem Gouverneurssitz nach Kara ein und ließ ihn dort am 20. Juli 1296 ermorden. Der abgetrennte Kopf des Sultans wurde auf einer Lanze durch Kara und dann durch Avadh zur Schau getragen. Einen Großteil der Beute aus Deogiri ließ ʿAlā ad-Dīn auf seinem Weg von Kara nach Delhi in die Menge werfen und sicherte sich auf dies Weise die Sympathie der Bevölkerung. Einer der ersten Gratulanten war Chusrau. Noch bevor ʿAlā ad-Dīn Chaldschī in Delhi ankam, überreichte er ihm ein Lobgedicht. Darin gratulierte er ihm zu seinem Erfolg und „prophezeite“ ihm den Thron und die Chutba von Delhi. Im Oktober 1296 wurde ʿAlā ad-Dīn der neue Sultan.

### ʿAlā ad-Dīn Chaldschī

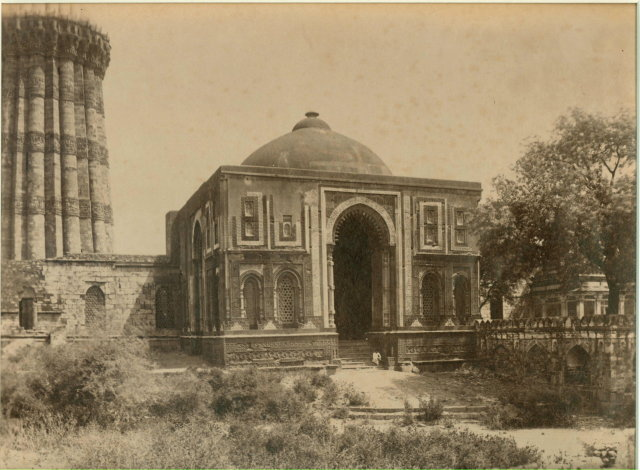
Delhi: ʿAlāʾi Darwāza und Qutb Minar, entstanden in der Zeit Amīr Chusraus.

Nachdem ʿAlā ad-Dīn zur Sicherung seiner Herrschaft ungeheure Mengen an Gold und Reichtümern verteilt hatte, zeigte er sich danach eher sparsam und gedachte nicht, seine Schätze durch übermäßige Geschenke zu verschwenden. Zwar gab es in seiner Zeit mehr Dichter und Gelehrte als je zuvor in Delhi und speziell für Chusrau waren diese zwanzig Jahre die produktivste Periode seines Lebens, aber auch die Literaten bekamen die neue Sparsamkeit zu spüren. Amir Chusrau musste darum kämpfen, dass der König ihn über das Salär als muṣḥafdār („Koranhüter“) hinaus auch für seine Dichtung entlohnte. In einem Masnawī an ʿAlā ad-Dīn, das er um 1300 verfasst hat, argumentiert er:

„O König! Ich bin mir bewusst, dass es niemals einen weiseren König gegeben hat, denn Ihr seid ein tiefgründiger Kenner der Kunst, ein guter Kritiker von Versen und ein Freund der Poesie. Aber leider bin ich in so unglückliche Zeiten geraten, dass es mir kaum möglich ist, einen angemessenen Lebensunterhalt zu verdienen. […] Die Vergütung, die ich von Eurer Majestät erhalte, ist mein Recht und der Lohn meines Dienstes, denn ich bleibe immer neben dem königlichen Steigbügel […] Aber wenn ich Euch loben möchte, wie kann ich Verse ohne Belohnung schreiben? Ihr könnt nicht übersehen, welche Großzügigkeit andere Könige den Dichtern zuteilwerden ließen, indem sie oft einen Schatz für eine Ode verschenkten.[…] Diese Unterstützung, die die Könige den Dichtern zukommen ließen, hat ewige Lobeshymnen und einen bleibenden Ruhm ihrer Großzügigkeit hinterlassen. Wir wissen, wann sie lebten und welche Förderung sie von den Königen erhielten. Aber was werden die Menschen morgen über uns erzählen, wenn wir nicht mehr leben? Oh König der Welt, aus diesem Grund ist die Wohltätigkeit gegenüber Dichtern unerlässlich! [...] Eines Tages erfreute es Eure Majestät, freundlich zu Eurem Sklaven zu sein, und Ihr sagtet zu mir: „Oh Bewunderer unseres Reiches, sei froh, dass du durch unsere Herrschaft erhöht und von uns begünstigt wurdest. Wir werden dir so viele Schätze geben, dass du frei von aller Sorge und Mühe sein wirst.“ Mit diesem schönen Versprechen hat sich dieser bescheidene Sklave bisher zufrieden gegeben. Vier Jahre sind vergangen seitdem – möge Eure Herrlichkeit hundert Jahre dauern – und so erinnere ich Euch an dieses Versprechen, denn vielleicht habt Ihr es vergessen, obwohl ich weiß, dass ein Versprechen von jemandem wie Euch nur erfüllt werden kann.“

Die Klage hatte offenbar Erfolg. Aus Amir Chusraus Gedichten wird deutlich, dass er letztlich häufige und reichliche Gratifikationen erhalten hat, einmal sogar ein ganzes Dorf für ein Gedicht. Problematisch war für Amir Chusrau aber auch die neue Anwesenheitspflicht. Das Amt des muṣḥafdār war unter ʿAlā ad-Dīns Vorgänger offenbar nur nominell gewesen. Seine Aufgabe hatte vor allem darin bestanden, mit neuen Versen bei den Weinabenden zu erscheinen. Nun forderte der Schah, dass er die Pflichten seines Amtes tatsächlich ausführen sollte. Das hatte aber zur Folge, dass Amir Chusrau erheblich weniger Zeit für die Dichtkunst blieb. Auch dieses Problem trug er dem Herrscher vor:

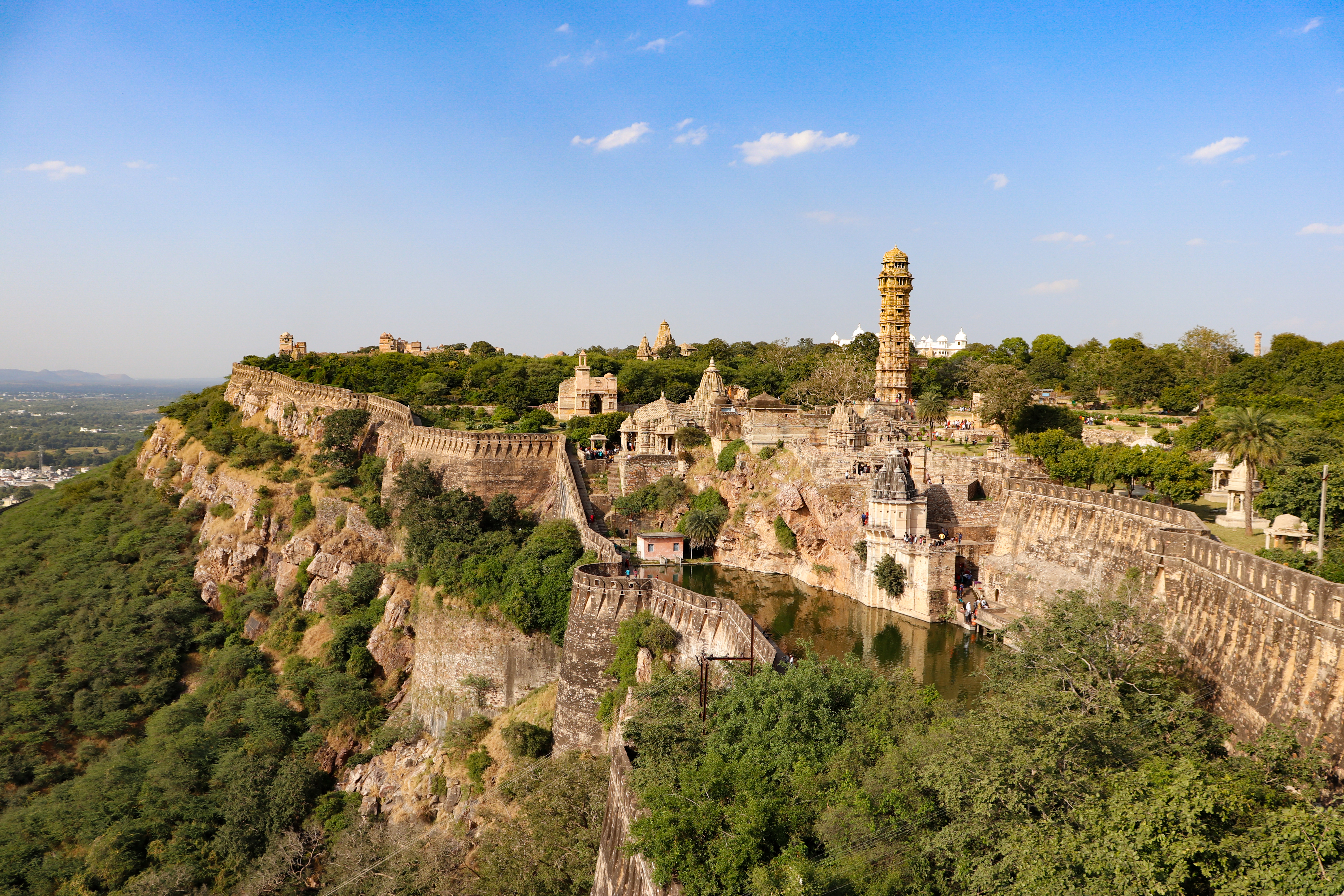
Festung von Chittorgarh

„Wenn ich Tag und Nacht vor Euch stehe, wie kann mein Geist dann Dichtung hervorbringen? Ohne Nachdenken wird meine Dichtung ohne Zweifel oberflächlich und leichtfertig sein. [...] Der Reichtum der Poesie, die ich verstreue, steht mit Sicherheit in keinem Verhältnis zu meinem Lohn, und doch: wie viele strahlende Perlen liegen noch in meinem Geist verborgen! […] O mächtiger König! Tadelt mich nicht so, denn in meiner Kunst habe ich keinen Ebenbürtigen. Und selbst wenn mein Dienst nicht würdig ist, mir Eure Patronage zu sichern, so habe ich in den wenigen Monaten, die ich unter Euch verbracht habe, solche Schätze vorgelegt, dass Chidr Euch das Wasser der Unsterblichkeit reichen wird, solange die schwarze Farbe der Buchstaben bestehen bleibt. Wenn ein Dichter die Spitze seiner Feder befeuchtet, vollbringt er den Dienst von zweihundert Jahren in einem Augenblick. Unterschätzt nicht die Arbeit der Dichter, denn jedes ihrer süßen Worte bedeutet ein Leben.“

Mit dieser Bitte scheint Chusrau nicht durchgedrungen zu sein. An verschiedenen Stellen seines Werkes, zum Beispiel in Maǧnūn va Laylī, klagt er noch immer über seine ständige Anwesenheitspflicht. Diese Verpflichtung brachte es mit sich, dass er ʿAlā ad-Dīn auch auf Kriegszügen begleitete. Im Januar 1303 begann der Feldzug nach Chittor, den der König persönlich anführte. Amir Chusrau war dabei und blieb bis zum Fall der Festung im August 1303, bei der 30.000 Hindus an einem Tag gestorben sein sollen. ʿAlā ad-Dīns ältester Sohn Chizr Chān wurde zum Gouverneur von Chittor ernannt, das ihm zu Ehren den Namen Chizrābād erhielt. Amir Chusrau berichtet, dass der Feldzug sehr anstrengend war, er aber nicht vorzeitig nach Delhi zurückkehren wollte, weil er fürchtete, den Herrscher zu verstimmen.

#### Mongoleneinfälle

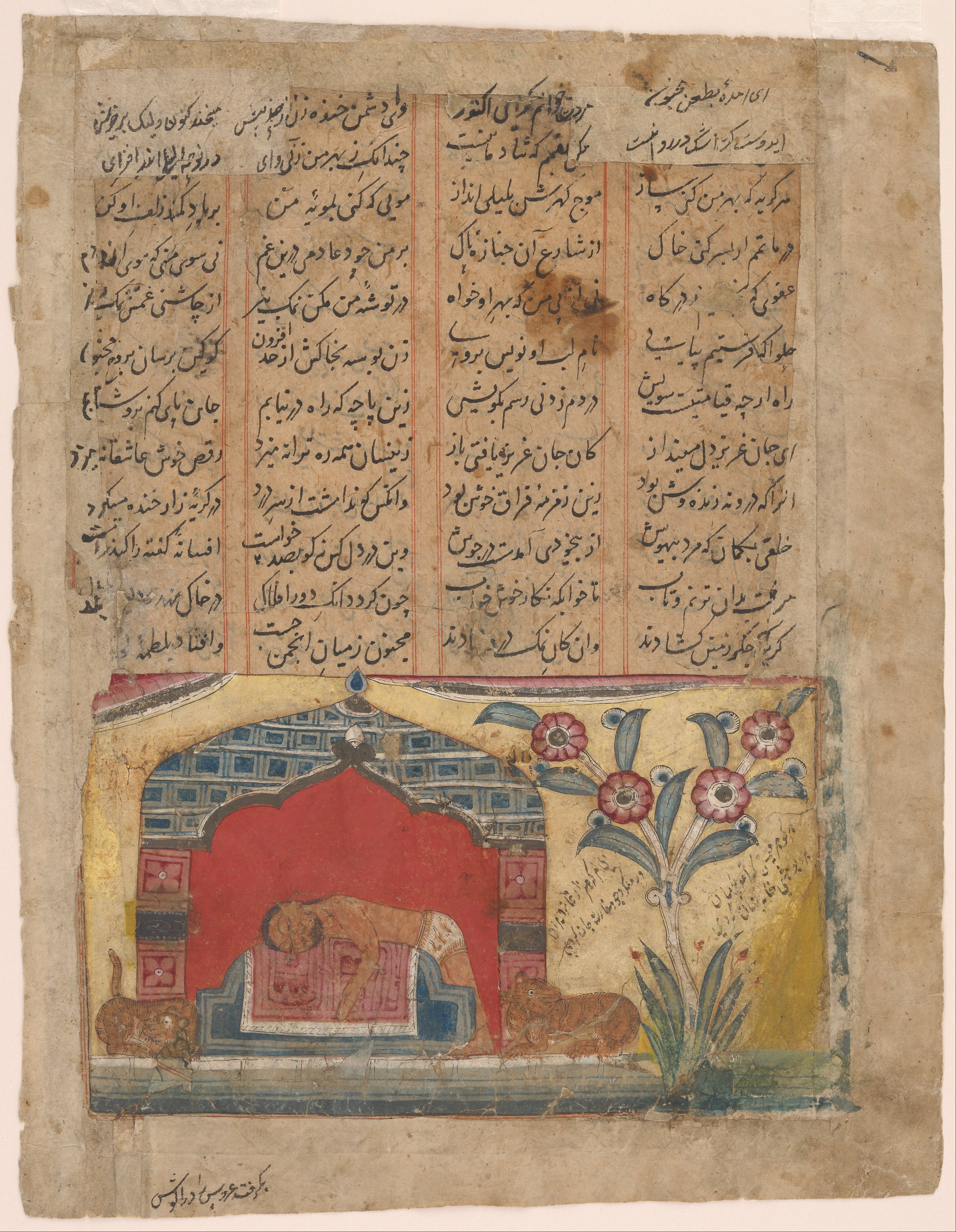
Madschnūn wirft sich auf das Grab Lailīs, Nordindien ca. 1450

Es gab insgesamt fünf Mongoleneinfälle in der Zeit von ʿAlā ad-Dīn Chaldschī. Bei dem zweiten, 1298/99, kamen die Angreifer fast bis Delhi, wurden aber besiegt. Etwa 1303 belagerten sie Delhi, zogen jedoch nach zwei Monaten überraschend ab. – Ein Wunder, das von einigen dem Tschischti-Heiligen Nizām ad-Dīn Auliyāʾ (1238–1325) zugeschrieben wurde. Bei dem fünften und letzten Einfall, etwa 1306, wurden die Mongolen bis über den Indus hinaus verfolgt und hunderte von Gefangenen nach Delhi gebracht. Dort ließ man sie von Elefanten zertrampeln, hängte sie an Türmen und Zinnen auf und baute aus den Köpfen einen Turm. Die Bewohner Indiens, die bis dahin alljährlich fürchten mussten, von den mongolischen Kriegern als Gefangene aus Indien verschleppt zu werden, sahen der grausamen Bestrafung mit Genugtuung zu. Chusrau, der seit seiner Gefangenschaft in Multan einen besonderen Groll gegen die Mongolen hegte, war hocherfreut über die schreckliche Rache, die diese nun ertragen mussten. In seinen Werken finden sich mehrfach Tiraden gegen die Mongolen und Hymnen der Dankbarkeit für ihre Bestrafungen.

#### Die letzten Jahre unter ʿAlā ad-Dīn Chaldschī
Amīr Chusrau verfasste einige seiner bedeutendsten Werke in der Zeit ʿAlā ad-Dīn Chaldschīs. Dazu gehört seine Chamsa (arab. „fünf“), ein Werk aus fünf Masnawīs, die sich an die berühmte Chamsa von Nizāmī anlehnt. In einem der fünf Bücher, Maǧnūn va Laylī, fügt Amīr Chusrau am Ende, als sich Madschnūn in das Grab seiner geliebten Laylī stürzt, eine persönliche Passage ein. Darin beklagt er seine eigenen Verluste, von denen er im Jahre 1299 getroffen wurde: Den Tod seiner Mutter, die ihm zeitlebens sehr nahegestanden hat, und den seines jüngeren Bruders, von dem er mit großer Zuneigung spricht.
Ein ebenfalls sehr bekanntes Werk schloss er am 1. Februar 1316 ab, einen Monat nach dem Tod von ʿAlā ad-Dīn Chaldschī: Die ʿAšīqa, auch bekannt unter dem Namen Deval Devi Ḫizr Ḫān. Das zentrale Thema dieses auf historischen Ereignissen basierenden Masnawīs ist die Liebesgeschichte des Prinzen Chizr Chān und der gudscharatischen Prinzessin Deval Devi.

### Qutb ad-Dīn Mubārak Schāh

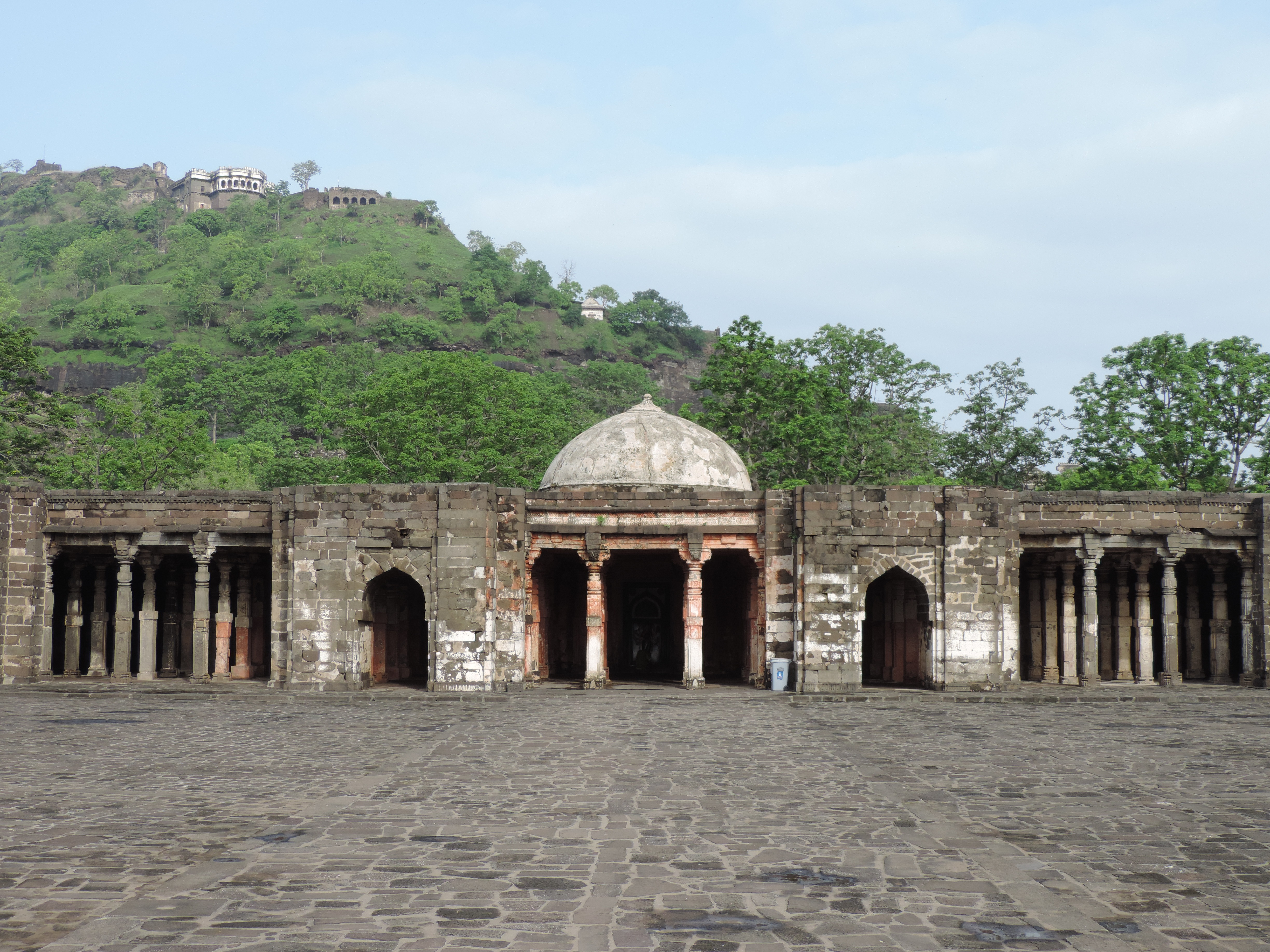
Von Qutb ad-Dīn Mubārak Schāh 1318 errichtete Moschee in der Festung von Deogiri

Nach einigen Wochen der Thronwirren konnte sich schließlich ʿAlā ad-Dīn Chaldschīs dritter Sohn durchsetzen, der als Qutb ad-Dīn Mubārak Schāh Mitte April 1316 die Herrschaft übernahm. Amīr Chusrau stand offenbar nicht von Anfang an im königlichen Dienst, denn er wurde erst 1318 eingeladen, nachdem Mubārak Schāh von einem Feldzug nach Deogir zurückgekehrt war. Der neue Schah bedachte Poeten und Musiker mit besonders großzügigen Belohnungen. Amīr Chusrau berichtet von einer Gesprächsrunde mit Höflingen, bei der es um die Leistungen der großen Dichter ging. Dabei behauptete der König, dass das Aufkommen großer Dichter, wie Chāqānī, ʿUnsurī und Firdausī, eine Folge der Großzügigkeit der Könige sei und versprach demjenigen, der eine gute Geschichte seiner Regierungszeit schreibt, eine Elefantenladung voller Gold. Amīr Chusrau, der inzwischen 65 Jahre alt war, nahm die Herausforderung an. Das Ergebnis seiner Bemühungen war das Masnawī Nuh Sipihr („Neun Himmelssphären“), das er im Juli 1318 abschloss. Er hatte dafür eine völlig neue Art der Darstellung ausgewählt, wobei er neben den Passagen, in denen er Mubārak Schāh und seine Taten preist, ausführliche Beschreibungen der indischen Kultur, Bräuche und Sprachen Indiens bietet. Das Werk gewährt daher wichtige Einblicke in das Leben im 14. Jahrhundert. Ob Amīr Chusrau tatsächlich eine Elefantenladung voll Gold dafür bekommen hat, ist nicht ganz sicher. Er hat aber offenbar eine großzügige Belohnung erhalten, denn er antwortet dem König selbstbewusst:

„Eine solche Gabe, die ich von Euch Dschamschid erhalten habe, erhielt ich kaum je von früheren Königen; die Verse, die dieser alte Zauberer von einem Dichter verfasst hat, sind dieses Geschenks auch würdig. Meine früheren Schriften reichen kaum an dieses besondere poetische Werk heran, denn darin habe ich eine neue Methode der Beschreibung angewendet und auf jeder Seite einen Ozean (von Ideen) ausgegossen.“

Während Mubārak Schāh anfangs als umgänglicher junger Mann beschrieben wird, entwickelte er sich im Laufe seiner Herrschaft immer mehr zu einem Despoten. Nachdem er seinen Bruder und Rivalen Chizr Chān hatte ermorden lassen, begann er, Scheich Nizām ad-Dīn Auliyāʾ zu bedrohen, der der spirituelle Lehrer von Chizr Chān gewesen war. Der Schah, der auch den Titel eines Kalifen angenommen hatte, bestand darauf, dass er, wie alle anderen religiösen Führer, mindestens einmal monatlich vor ihm am Hof zu erscheinen habe, und drohte ihm mit harten Konsequenzen, sollte er bis zum Monatsende nicht gekommen sein. Die Schüler des Scheichs waren darüber höchst besorgt, weil dieser nicht gedachte, sich dem königlichen Befehlt zu beugen. Einige, einschließlich Amīr Chusraus älterer Bruder ʿIzz ad-Dīn ʿAlī Schāh, versuchten vergeblich, Nizām ad-Dīn umzustimmen. Kurz vor dem entscheidenden Tag wurde Mubārak Schāh jedoch von seinem Favoriten Chusrau Chān ermordet. Dieser wiederum wurde nach einer Schreckensherrschaft von etwa fünf Monaten von dem alten General Malik Tughluq getötet, der Ende August 1321 zum König gewählt wurde. Amīr Chusrau hielt sich bis zur Thronbesteigung von Ghiyās ad-Dīn Tughluq vom Hof fern.

## Im Dienst der Tughluq-Herrscher

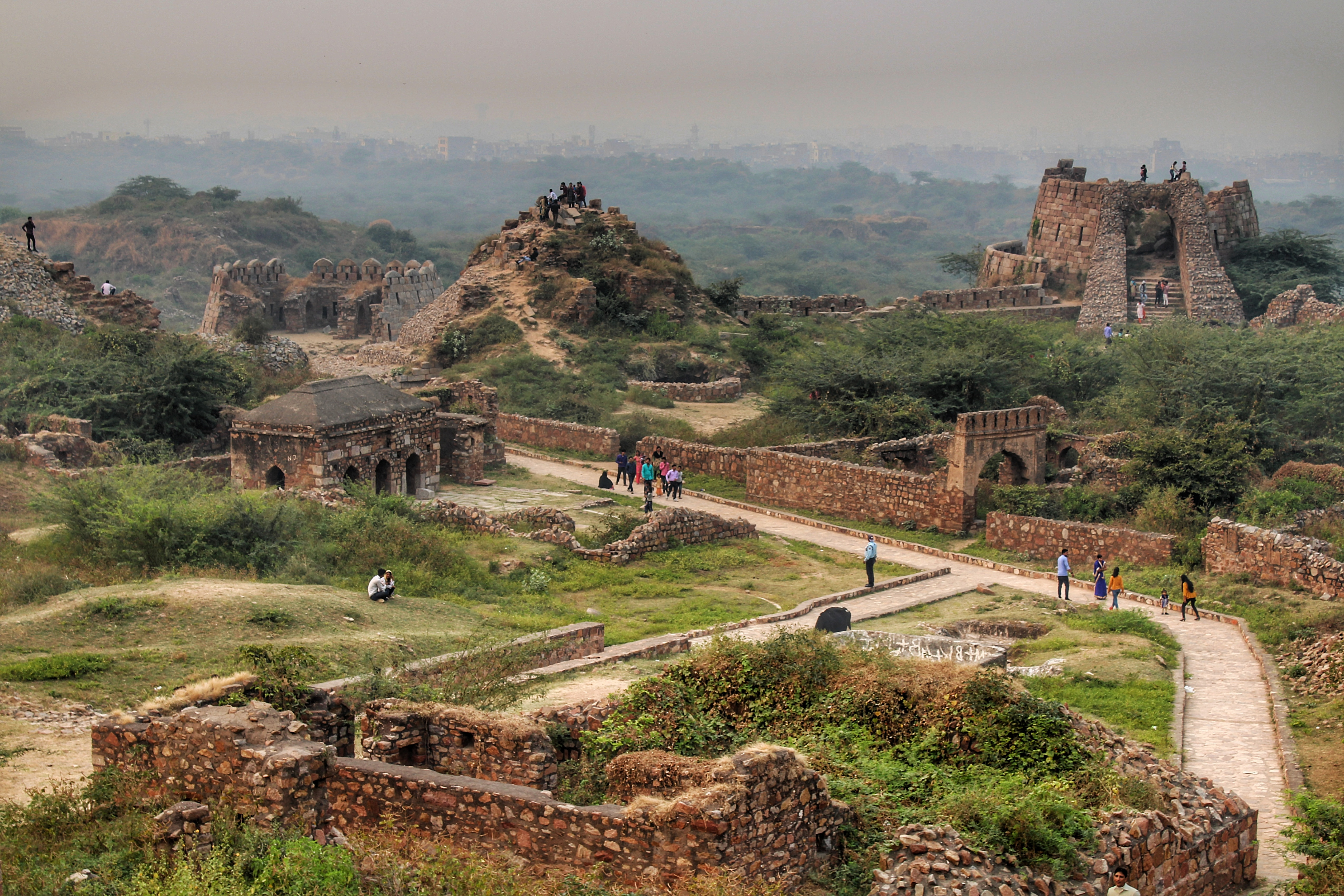
Festung von Tughluqabad, Delhi

Tughluq Schāh behandelte Chusrau sehr freundlich und belohnte ihn reichlich. Als er 1322 seinen ältesten Sohn Dschūna Chān zu einem Feldzug nach Deogir und Warangal schickte, scheint Amīr Chusrau den Prinzen begleitet zu haben. Anders wäre es kaum erklärlich, dass der Dichter voller Entzücken den Charme und die Annehmlichkeiten von Deogir geschildert hat. In seinem letzten Diwan findet sich aber auch eine Beschreibung der von Ghiyās ad-Dīn Tughluq errichteten Burg in seiner neu gegründeten Stadt Tughluqabad. 1324 gab Tughluq Schāh die Stadt in die Obhut seines Sohnes Dschūna Chān, dem er den Titel Ulugh Beg verliehen hatte, und zog selbst mit einer großen Armee von Delhi nach Lakhnauti und Awadh. Chusrau, nun 71 Jahre alt, begleitete den König auf diesem mehrere Monate andauernden Feldzug. Nachdem die Angelegenheiten in den Ostprovinzen erledigt waren, eilte Ghiyas ad-Dīn mit einer kleineren Einheit zurück, während das Heer in langsamerem Tempo folgte. Einige Kilometer vor Delhi wurde er in einem eigens für ihn errichteten Pavillon von seinem Sohn empfangen. Der Pavillon brach jedoch zusammen und erschlug dabei den Schah. Drei Tage nach dem Tod Ghiyās ad-Dīn Tughluqs im Februar oder März 1325 bestieg sein Sohn Ulugh Beg den Thron als Muhammad bin Tughluq. Als Chusrau zusammen mit dem Heer in Delhi eintraf, war aber nicht nur sein König verstorben, sondern auch sein Scheich: Nizām ad-Dīn Auliyāʾ hatte die Welt am 3. April 1325 verlassen. Der Dichter war untröstlich über den Verlust und starb selbst etwa ein halbes Jahr später.

## Amīr Chusrau und Nizām ad-Dīn Auliyāʾ
Amīr Chusrau kannte Nizām ad-Dīn Auliyāʾ seit der Kinderzeit, wurde mit etwa zwanzig Jahren sein Schüler, konnte aber frühestens ab 1289, nach seiner Ernennung zum Hofdichter in Delhi, zu einem regelmäßigen Besucher des Scheichs werden. Nizām ad-Dīn Auliyāʾ, der selbst türkischen Ursprungs war, nahm inzwischen eine bedeutende Stellung in der Stadt ein, und seine Chanqah war ein spirituelles Zentrum, wo Menschen aller Schichten eine mystische und populäre Form des Islam erfahren konnten. Unter den Schülern des Scheichs gab es viele berühmte Persönlichkeiten, zu denen neben Amīr Chusrau auch der Historiograph Baranī und der Dichter Amīr Hasan Sidschzī gehörten. Ihre berufliche Bindung war kein Hindernis für ihre Annahme als Schüler, sie konnten dadurch allerdings niemals zu Stellvertretern (ḫalīfa) des Sufi-Meisters werden. Amīr Chusrau stand in einem besonderen Näheverhältnis zu Nizām ad-Dīn. Wenn am Abend die Besucher gegangen waren und er seine Andachtsübungen ausgeführt hatte, waren nur Amīr Chusrau und zuweilen einige Familienmitglieder zugelassen. Der Scheich lauschte den Nachrichten und verschiedenen Themen des Dichters und soll bei Sprechpausen gefragt haben: „Was gibt es noch, oh Türke?“ Manchmal nannte er ihn auch Turkullāh („Türke Gottes“).

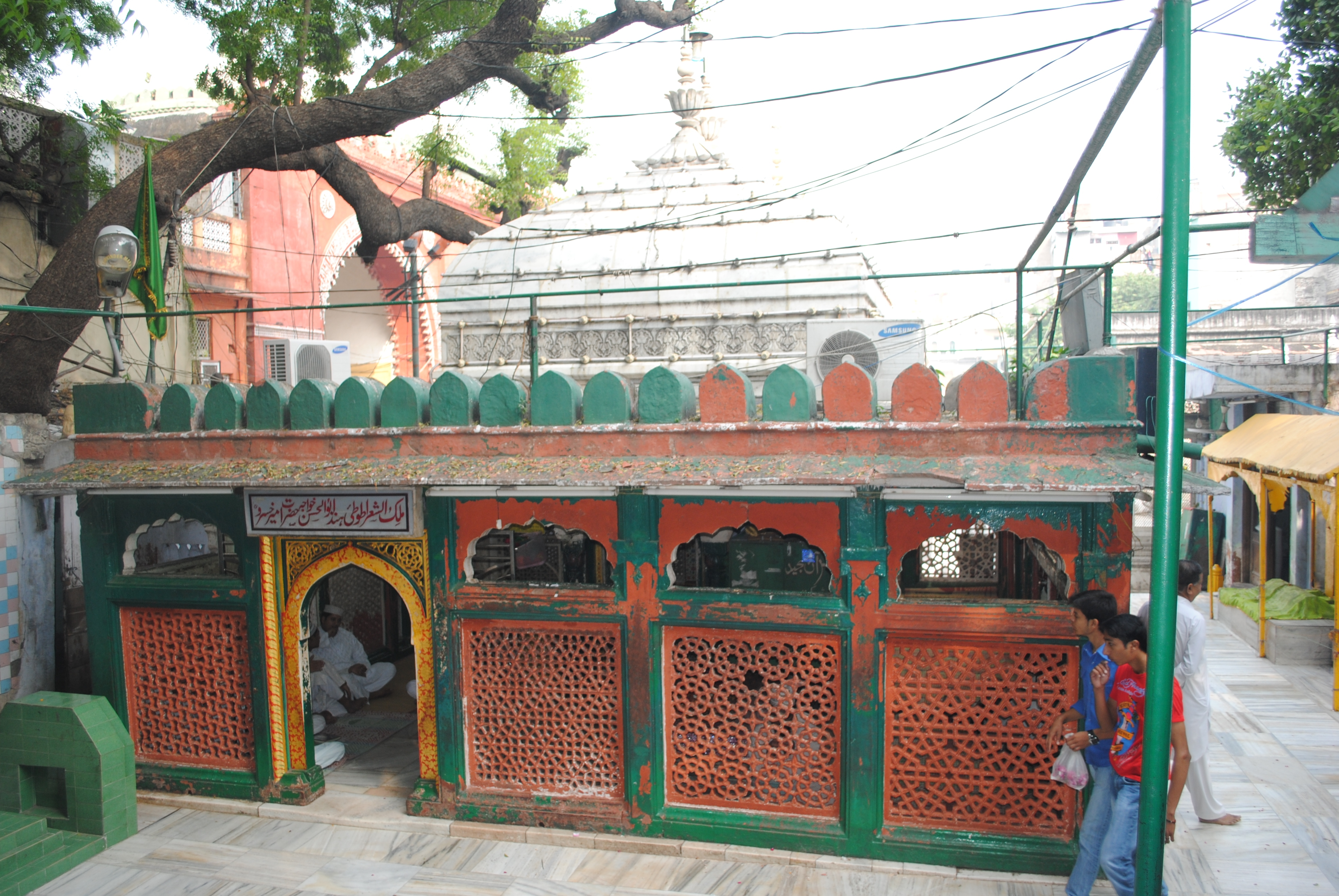
Das Grab Amīr Chusraus, „Der König der Dichter, der Papagei Indiens, Abūʾl Hasan Chwādscha Hasrat Amīr Chusrau“

Mir Khurd, ein Zeitgenosse und Schüler von Nizām ad-Dīn, überliefert mehrere Aussagen des Scheichs in Bezug auf Amīr Chusrau. So habe er einmal gesagt: „Ich habe genug von allen und sogar von mir selbst, aber nicht von dir.“ Ein anderes Mal drückte er den Wunsch aus, dass der Dichter neben ihm begraben werden möge, und dass er ihn mitnehmen werde, wenn er dereinst hoffentlich das Paradies betrete. Durch seine besondere Nähe zum Scheich wurde Amīr Chusrau zuweilen von anderen gebeten, ein gutes Wort für diese einzulegen. Umgekehrt war auch Amīr Chusrau seinem Pīr sehr zugetan. Er hat den Großteil seiner Werke mit dem Lobpreis seines spirituellen Lehrers begonnen, und leitete seine eigenen dichterischen Fähigkeiten vom Wirken des Heiligen ab. In der Einleitung zum Nuh Sipihr erklärt er in Versform: „Glücklich die Stunde, als ich mit festem Glauben die Hand dieses Handergreifers ergriff, denn die Hand dieses Königs wurde mir zu einem Boot, das mich über die neun Ozeane (der Mystik) führte. Von ihm fand ich den Speichel, der meiner Dichtung solchen Glanz und solche Frische verliehen hat.“
Der Tod seines langjährigen Freundes und religiösen Führers im April 1325 war ein schwerer Schlag für den alten Dichter. Er starb wenig später und wurde unmittelbar südlich von Nizām ad-Dīn Auliyāʾ beigesetzt. Auch sein Grab ist ein bedeutendes Pilgerziel geworden. Dort wird alljährlich um den 18. Schawwāl seine ʿurs (Arab. Hochzeit) gefeiert, denn der Todestag eines Sufis gilt als glücklicher Tag, an dem seine Seele zu Gott zurückkehrt. Wegen dieses Datums hält M.W. Mirza den 27. September 1325 (18. Schawwāl 725) für den wahrscheinlichen Todestag des Dichters. Trotz Amīr Chusraus großer Bedeutung wurde das Grab erst in der Mogulzeit ausgebaut. Die diversen Stifter waren jedoch niemals die Mogulherrscher selber, sondern hohe Adlige. Seine heutigen Form erhielt der Grabbau im Wesentlichen im Jahre 1606.

## Einfluss auf die Musik im höfischen und sufischen Umfeld
Amīr Chusrau wird in Indien nicht zuletzt wegen seiner musikalischen Leistungen hoch geschätzt. Frühe Biographen und zahlreiche Details in seinem eigenen Werk bestätigen, dass er theoretische und praktische Kenntnisse im Bereich der persischen und der indischen Musik besessen hat. Er selbst berichtet, dass er drei Bücher über Musik hätte schreiben können. Ein Werk von ihm in diesem Umfang ist nicht bekannt. Es gibt jedoch einen längeren Abschnitt zur Musik in einem Kapitel seines Prosawerkes Iʿǧāz-i Ḫusravī. Dort beschreibt er die künstlerischen Mittel, um eine gesellige Zusammenkunft zu gestalten und zählt dazu auch die Musik, die er als ʿilm („Wissenschaft“) bezeichnet. In kondensierter Form legt er in diesem Kapitel die Grundlagen von Klang und Rhythmus der indo-türkischen Musik seiner Zeit dar. Aus dem Text geht hervor, dass er verschiedene Instrumente spielen konnte, aber vor allem als Sänger aktiv war.
Amīr Chusrau gilt auch als Erfinder von Musikinstrumenten und speziellen Melodien. Baranis Beschreibung der Feste unter Dschalal ad-Dīn Firūz Schāh belegen, dass die Gedichte des Hofpoeten von Sängern rezitiert, und folglich für die Aufführung mit einer Melodie versehen wurden. Sunil Sharma nimmt an, dass Chusrau selbst eine aktive Rolle bei der Vertonung gespielt hat. Tatsächlich werden ihm verschiedene Musikstile und Kompositionstypen zugeschrieben, beispielsweise der besonders beliebte Khyal-Stil. Aber die Werke, die davon berichten, sind alle erst Jahrhunderte nach seinem Tod entstanden und können deshalb nicht als zuverlässige Quellennachweise betrachtet werden. Sharma schlägt deshalb vor, den unter indischen Musikwissenschaftlern gebräuchlichen Begriff Chusravī-Stil für alle Kompositionen zu verwenden, für deren Einführung durch Amīr Chusrau zwar keine zuverlässigen Quellen existieren, die aber durchaus von ihm beeinflusst worden sein können.

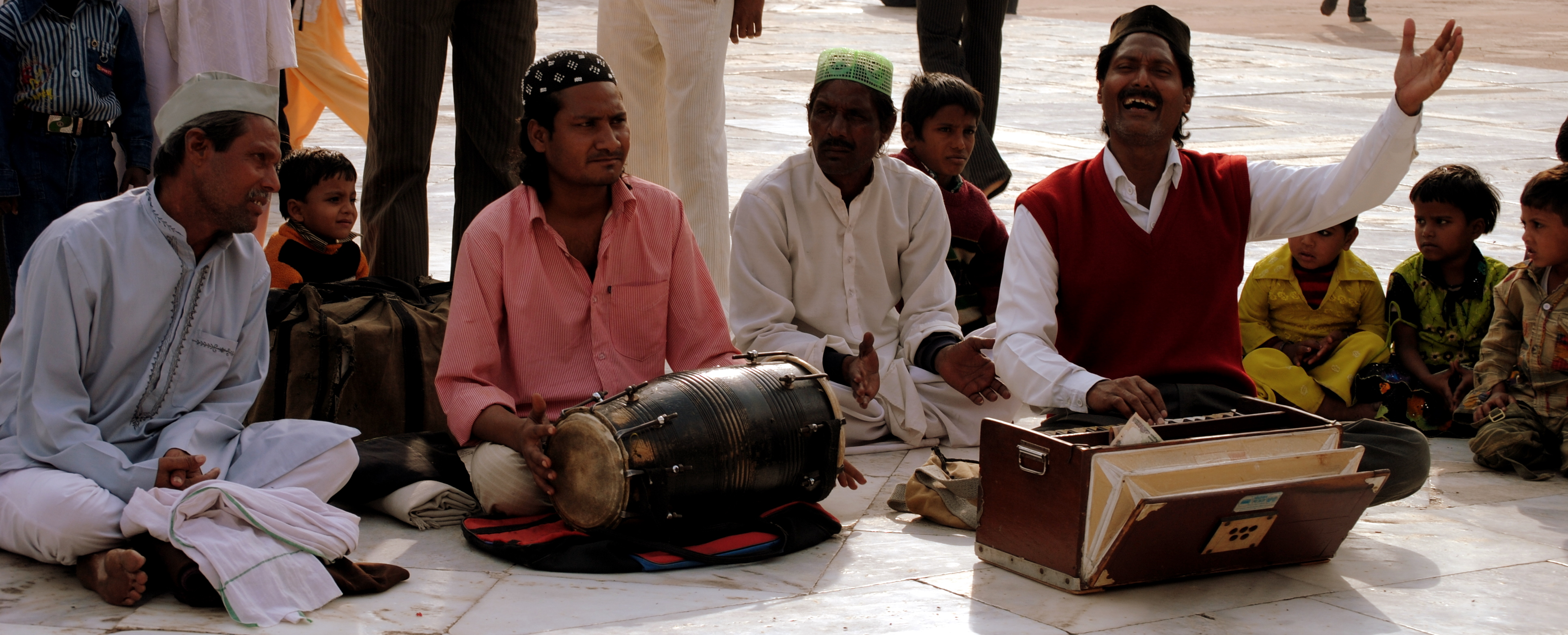
Qawwali-Sänger

Amīr Chusrau ist nicht nur für die Musik im höfischen, sondern vor allem auch im sufischen Umfeld von Bedeutung. Das rituelle samāʿ, das mit Musik, Gesang und oft auch mit ekstatischen Tänzen einhergeht, gehört zu den spirituellen Übungen verschiedener Sufi-Bruderschaften und wird bis heute besonders von den Tschischtis gepflegt. Die Erfindung der speziellen Musikform des Qawwali und die Ausbildung der ersten Generation von Sängern wird häufig Amīr Chusrau zugeschrieben. Viele Qawwali-Sänger in Indien betrachten ihn als ihren Meister. Seine Dichtung in Hindavi und Persisch ist heute noch in den Qawwali-Gesängen lebendig und existiert dort vollkommen separat von allen schriftlichen Traditionen. Indien veranstaltet Musikveranstaltungen aus Anlass des Geburts- und Todestages von Amir Chusrau, der als „Sultan der Herzen“ berühmt ist. Sein Grab ist ein bedeutender Wallfahrtsort.

## Werke

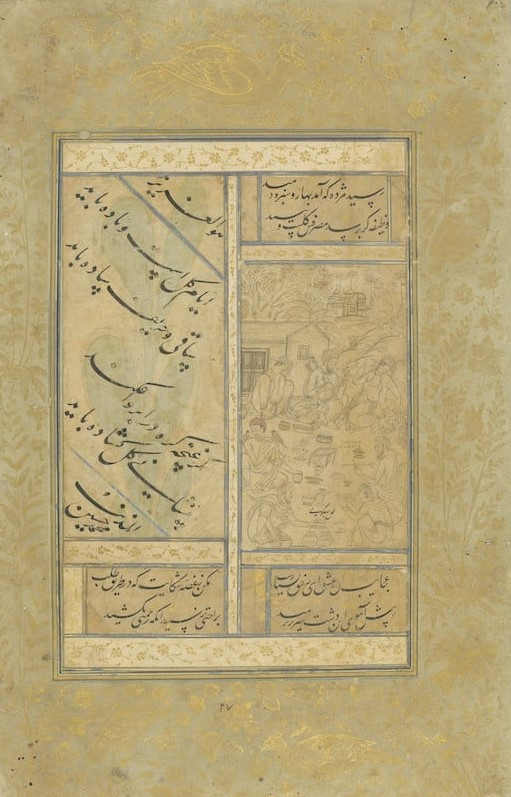
Kalligraphie von Muhammad Husain Kaschmīrī mit Versen von Amīr Chusrau (links)

Amīr Chusrau hat den größten Teil seiner Werke während seiner Zeit als Hofdichter geschrieben. Obgleich sowohl die Mamluken- als auch die Chaldschī- und Tughluq-Herrscher türkischen Ursprungs waren, pflegten sie an ihren Höfen die persische Sprache und förderten die persische Literatur. Das Persische war die Grundvoraussetzung für den Eintritt in den Staatsdienst. Die in Indien entstandenen persischen Werke zeigten jedoch viele Besonderheiten, die von den Bewohnern Irans als unpersisch betrachtet wurden. Dennoch gab es einige indo-persische Literaten, die in Zentralasien und in Iran selbst von Einfluss waren. Amīr Chusrau gilt als der bedeutendste von ihnen.
Über die Anzahl der von Amīr Chusrau verfassten Werke sind unterschiedliche Zahlen überliefert. Der zeitgenössische Historiograph Ziyāʾ ad-Dīn Baranī gibt hierzu keine genaue Auskunft. Die häufig zitierte Anzahl von 99 Werken findet sich erstmals bei Dschāmī, der im 15. Jahrhundert schreibt. Ein Autor im 16. Jahrhundert beziffert Amīr Chusraus Schriften auf 199. Dabei wurden jedoch niemals die einzelnen Bücher aufgelistet, um diese Behauptung zu verifizieren. M.W. Mirza hält die Zahl von 99 Werken daher für sehr zweifelhaft. Auch wenn Chusrau mit einer außerordentlichen Geschwindigkeit und Leichtigkeit geschrieben hat, ist doch zu bedenken, dass der höfische Dienst, wie der Dichter selbst klagt, sehr viel Zeit in Anspruch genommen hat und er bekanntlich diversen privaten Tätigkeiten nachging. Man kann deshalb nicht davon ausgehen, dass Amīr Chusrau ehemals noch sehr viel mehr Bücher verfasst hat, als heute bekannt sind. Der Umfang seines Œuvre ist dennoch beträchtlich. Mirza zählt rund zwanzig Werke: fünf Diwane, fünf historische Masnawīs, eine aus fünf Teilbänden bestehende Ḫamsa (Fünf), zwei Prosawerke, eine Sammlung von Ghaselen und eine mit Gedichten in Hindustani. Bei der Zusammenstellung und Niederschrift seiner Texte erhielt Amīr Chusrau Hilfe von seinen Freunden, die namentlich bekannt sind. Besonders wichtig war Tādschuddīn Zāhid, der ihn als erster veranlasst hat, seine frühen poetischen Schöpfungen in einem Diwan zu präsentieren. Er hat ihm auch bei späteren Werken geholfen.

### Diwane
Es gibt insgesamt fünf Diwane von Amīr Chusrau. Keiner davon ist bisher vollständig in einer kritischen Edition erschienen. Die in Indien und Iran herausgegebenen Gedichtsammlungen von Amīr Chusrau sind lediglich eine Auswahl aus den fünf Diwanen. Der Dichter hat jeden mit einem zuweilen sehr ausführlichen Vorwort eingeleitet. Darin gibt er zum Beispiel die Art und Anzahl der enthaltenen Dichtwerke und ihr jeweiliges Kompositionsdatum an. Die einzelnen Gedichte wiederum leitet er mit Versen ein, die den nachfolgenden Inhalt beschreiben.

#### Tuḥfat aṣ-Ṣiġār(„Geschenk der Jugend“)
Die hierin präsentierten Gedichte hat Amīr Chusrau, wie er im Vorwort berichtet, im Alter zwischen sechzehn und neunzehn komponiert. Zusammengestellt wurde der Diwan um 1272/73. Er enthält 35 Qasiden, fünf längere und einige kurze fragmentarische Gedichte sowie ein Masnawī, das seine unerfreulichen Erfahrungen in einer afghanischen Festung beschreibt. Die meisten Qasiden preisen Ghiyath ad-Dīn Balban und seinen Sohn Muhammad, an dessen Hof in Multan der Dichter ab etwa 1282 lebte. Weitere Qasiden entstanden zum Ruhme Kischlū Chāns, bei dem er ab 1273 im Dienst stand. Im Tuḥfat aṣ-Ṣiġār findet sich außerdem eine lange Elegie, die Chusrau anlässlich des Todes seines Großvaters geschrieben hat, und eine weitere, in der er mit pathetischen Worten den Tod seiner beiden Vögel betrauert. Chusrau hat in vielen dieser frühen Gedichte versucht, den berühmten persischen Meister Chāqānī nachzuahmen. Dessen Qasiden waren zu allen Zeiten das Vorbild für ehrgeizige Dichter gewesen. Chāqānīs Dichtung war allerdings voller schwieriger Worte, die für die große Zahl der weniger Gebildeten unverständlich war. Chusrau hat sich bemüht, komplizierte Begriffe und Ausdrucksweisen zu vermeiden. Doch gerade diese ungewöhnliche Begrifflichkeit verlieh Chāqānīs Qasiden ihre besondere Erhabenheit, so dass Chusraus Versuch zum Scheitern verurteilt war. Besser gelangen ihm seine Nachahmungen des Stils von Anvarī (st. 1189) und Sanāʾī (st. 1131 oder 1141).

#### Wasaṭ al-Ḥayāt(„Mitte des Lebens“)
Dieser Diwan wurde um 1285 kompiliert. Die gesammelten Gedichte stammen aus der Zeit zwischen Chusraus 19. und seinem 24. Lebensjahr. Wie schon der erste Diwān entstand auch dieser auf Drängen seiner Freunde, die das Material gesammelt hatten. In dem langen Vorwort teilt er einige Details aus seinem Leben mit. Der Leser erfährt dort unter anderem, dass er inzwischen seine Position unter den Dichtern Delhis festigen konnte. Seine poetischen Fähigkeiten hält er erst zu diesem Zeitpunkt für voll entwickelt. Die meisten Qasiden loben den von den Mongolen getöteten Muhammad Sultān. Andere preisen Gott, den Propheten, Nizām ad-Dīn Auliyāʾ, Balban und seine Söhne Muhammad Sultān und Bughra Chān, den Dichter und Gelehrten Schams ad-Dīn Dabīr und weitere. Das Tarkīb-band Ḥukm al-Ḥikam beschreibt die letzte Schlacht von Muhammad Sultan gegen die Mongolen und Chusraus eigene Gefangenschaft. Die Inspiration durch Chāqānī ist noch immer erkennbar, aber Amīr Chusrau hat seine Qasiden deutlich weiterentwickelt und ihnen ein Pathos und einen eigenen Stil verliehen, der sie gänzlich als sein eigenes Werk kennzeichnet. Ein weiterer Orientierungspunkt für Chusrau war der zu dieser Zeit berühmte Panegyriker Kamal ed-Din Esmail von Isfahan, der sich durch seinen subtilen und höchst kunstvollen Stil auszeichnete. Ebenso wie andere Dichter versuchte sich auch Chusrau an dem neuen Stil und erlangte bald große Fertigkeiten darin.

#### Ġurrat al-Kamāl(„Neumond der Vollkommenheit“ oder „Höhepunkt der Vollkommenheit“)

Kalligraphie eines Ghasels von Amīr Chusrau im Late Shah Jahan Album

Hierin stehen vor allem Gedichte aus der Zeit von 1286 bis 1294. Im Vorwort erwähnt Amīr Chusrau, dass er nachträglich noch einige spätere Werke hinzugefügt hat. Mirza hält diesen dritten Diwan in verschiedener Hinsicht für den bedeutendsten der fünf Diwane. Er besitzt ein sehr umfangreiches Vorwort, das unter anderem die wichtigsten Ereignisse in seiner Biographie skizziert. Darüber hinaus enthält er einige literaturgeschichtlich sehr interessante Erörterungen über die Verdienste der Lyrik allgemein, die Überlegenheit der persischen Dichtung über der Arabischen und über die Vortrefflichkeit der Sprache und der Dichtkunst Indiens. Amīr Chusrau spricht auch von seinen eigenen Leistungen und von einigen neuen Ideen und Kunstgriffen, die er mit seinem Werk eingeführt hat. Der Diwan umfasst mehr als 90 Qasiden und Tardschīs, etwa neun Masnawīs, mehrere Vierzeiler und weitere kurze Gedichte. Die Qasiden im Ġurrat al-Kamāl gehören nach allgemeiner Ansicht durch ihre Eleganz, ihren sprachlichen Fluss und ihren Charme zu den besten Werken Amīr Chusraus. Seine Nachahmungen älterer Meister, wie Anvarī, Chāqānī oder Zahīr ad-Dīn Faryābī, sind ihnen an kunstvoller Phraseologie ebenbürtig und übertreffen sie in einigen Fällen sogar. Seine Originalgedichte, die sich nicht an ältere Vorbilder anlehnen, werden zu den besten Exemplaren persischer Poesie gezählt. Eines der Masnawīs im Ġurrat al-Kamāl ist das historische Epos Miftāḥ al-futūḥ, in dem es um die siegreichen Feldzüge von Dschalāl ad-Dīn Firūz Schāh Chaldschī geht. Erwähnenswert sind auch ein langer Brief in Masnawī-Form, den Chusrau 1277/78 aus Awadh an seinen Freund Tādsch ad-Dīn Zāhid geschrieben hat, und schließlich das sehr humoristische Faras-nāma, das an ʿAmīr ʿAlī Sardschāndār adressiert ist. Hierin geht es um ein Pferd, das der Dichter als Geschenk erhalten hatte, nun aber gern umtauschen möchte, weil er mit dem feurigen Ross nicht zurechtkommt. Dabei lässt er auch das Pferd ausführlich zu Wort kommen, das den Dichter bittet, einen Brief an ʿAlī Sardschāndār zu schreiben. Darin klagt es über ständigen Hunger und bittet darum, zurück zu dürfen. Es empfiehlt dem Empfänger, Chusrau ein anderes Reittier zu schenken und gleich auch Futter dazuzugeben, weil es sonst dem Tode geweiht sei.

#### Baqīya Naqīya(„Verschiedenes“)
Als der Dichter das Ġurrat al-Kamāl zusammenstellte, rechnete er offenbar nicht damit, noch einen weiteren Diwan zu verfassen, und plante daher, diesem alle nachfolgenden Kompositionen anzuschließen. Im Laufe der Zeit wuchs sein Werk jedoch so weit an, dass in seinem 64. Lebensjahr dieser vierte Diwan notwendig wurde. Das Vorwort beginnt wie üblich mit der Anrufung Gottes und der Lobrede auf den Propheten, gefolgt von einer Würdigung seines Scheichs Nizām ud-Dīn Auliyāʾ und einer Darstellung seiner eigenen Leistungen und Fähigkeiten. Insgesamt 63 Qasiden, 570 Ghaselen, 360 Rubāʿīs und zahlreiche weitere, vor allem kürzere Gedichtformen sind in der Sammlung enthalten. Einige der Gedichte sind Nachahmungen älterer Meister, aber die meisten von ihnen sind originell im Stil und perfekte Beispiele für Chusraus höchste Dichtkunst. Besonders bemerkenswert ist ein Masnawī an ʿAlā ad-Dīn Chaldschī, in dem der Dichter klagt, dass er vernachlässigt wird, und um die königliche Gunst bittet.

#### Nihāyat al-Kamāl(„Die höchste Stufe der Vollkommenheit“)

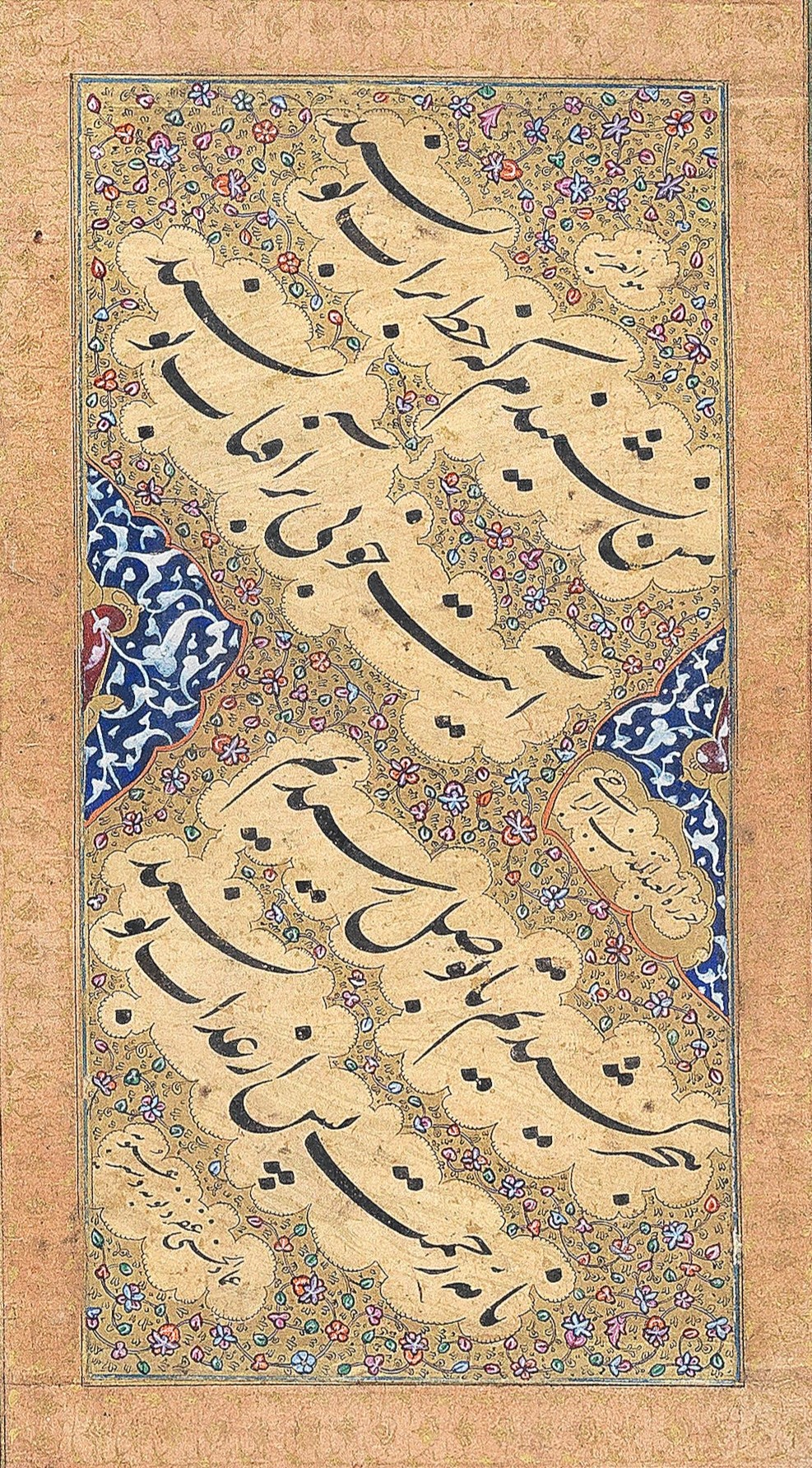
Zwei Doppelverse aus einer Ghasele von Amīr Chusrau, Kalligraphie von Mir Emad Ghazvini

Amīr Chusrau hat diese Sammlung kurz vor seinem Tod fertiggestellt. Sie besitzt nur eine sehr kurze Einleitung, die aus dem Lob Gottes und des Propheten sowie einer Lobpreisung Nizām ad-Dīn Auliyāʾs besteht. Anders als bei seinen vorangehenden Diwanen geht er hier nicht auf die nachfolgenden Gedichte ein. Der vergleichsweise kleine Band umfasst wenig mehr als 22 Qasiden und fünf Tardschīs. Besonders bemerkenswert ist eine Qaside an einen weiter nicht bekannten Sayyid Tādsch ud-Dīn, in dem er sich ausführlich und heftig gegen den Vorwurf der Respektlosigkeit gegenüber der Familie des Propheten zur Wehr setzt. Sein dringender Appell darin lässt vermuten, dass der Dichter aufgrund dieser Anschuldigung in ernsthaften Schwierigkeiten steckte. Außerdem finden sich in diesem Diwan einige Rätsel in Versform. Es handelt sich dabei um ein Novum, das in anderen Werken nicht zu finden ist.

### Die Ghaselen
Der Historiograph Ziyā ad-Dīn Baranī berichtet aus der Zeit Firūz Schāh Chaldschīs, dass Chusrau jeden Tag neue Ghaselen zu den Versammlungen des Sultans mitbrachte, der ihm viele Geschenke dafür gab. Dennoch soll Amīr Chusrau seinen Ghaselen keine hohe Bedeutung zugemessen haben und wollte
sie ursprünglich nicht einmal in seine Diwane aufnehmen. Seinen Schriften ist zu entnehmen, dass er letztlich doch eine größere Anzahl seinem dritten und vierten Diwan angehängt hat. Erst nach dem Tod des Dichters wurden Sammlungen ausschließlich mit seinen Ghaselen zusammengestellt. Diese waren, wie die große Anzahl der Handschriften belegt, insbesondere in Indien sehr populär. M.W. Mirza hält die Ghaselen für den wichtigsten Teil von Amīr Chusraus Poetischem Werk und betont ihren einfachen, aber dennoch eleganten Stil. Thematisch widmen sie sich vor allem der leidenschaftlichen Liebe und können sowohl in einem weltlichen, als auch einem mystischen Rahmen gedeutet werden. Man hat sie daher ebenso im höfischen wie im religiösen Umfeld, etwa bei sufischen samāʿ-Veranstaltungen, vorgetragen. Einige Ghaselen bilden den Kern des Qawwālī-Repertoires, das heute noch gesungen wird.
Chusrau hat auch ein paar einzelne Ghaselen in arabischer Sprache verfasst. Sie sind aber nur von geringer Qualität und nach seiner eigenen Aussage in einem persianisierten, einfachen Stil geschrieben. Sie waren lediglich dazu gedacht, seine Gegner zum Schweigen bringen, die ihm selbst die elementarsten Kenntnisse der arabischen Sprache absprachen. Allerdings gibt es insgesamt nur sehr wenige Gedichte von Amīr Chusrau auf Arabisch und er hat selbst zugegeben, dass er die Sprache nicht beherrscht.

### Die historischen Epen
Mit seinen historischen Masnawīs beschreitet Amīr Chusrau neue Wege, denn erstmalig verbindet er das Masnawī nicht mit der Romantik von Märchen und Mythen, sondern mit Themen aus dem politischen und privaten Lebensbereich der ihm bekannten Sultane von Delhi. Dabei hatte er nicht das Ziel, die Vergangenheit vollständig zu dokumentieren, sondern nur Ereignisse von besonderer sozialer und politischer Bedeutung. Er verstand sich auch hier nicht als Historiograph, sondern als Dichter, der das Geschehen entsprechend darbot. Das heißt jedoch nicht, dass diese Masnawīs keinen Wert für die historische Forschung haben. Laut Hasan Askari darf man in Amīr Chusraus Dramatisierung des Stoffs nicht übersehen, dass das, „was aus seiner ausgeschmückten und übertriebenen Darstellung hervorgeht, im Allgemeinen eine akkurate Darstellung historischen Materials ist, einschließlich einiger neuer Fakten, die von anderen nicht bemerkt wurden.“ Der Dichter sah die lobenswerten Leistungen eines Herrschers nicht allein in Kämpfen und Eroberungen, sondern auch im kulturellen Bereich. Deshalb gibt er in seinem Werk tiefe Einblicke in das Alltagsleben und Brauchtum des Sultanats, die sich anderswo nicht finden. Amīr Chusrau hat mit dem historischen Masnawī nicht nur ein neues Genre entwickelt, sondern zugleich auch die Form des Masnawī erweitert und die paarweise gereimten Verse gelegentlich mit Ghaselen aufgelockert. Ebenso wie seine Diwane leitet Chusrau seine historischen Epen ein mit einer vollständigen Beschreibung der Gelegenheit, zu der sie komponiert wurden, ihren Daten, Namen und der Anzahl ihrer Verse. In der Zeit von 1289 bis zu seinem Tod sind fünf historische Masnawīs entstanden.

#### Qirān as-Saʿdayn(„Die Konjunktion der beiden Glückssterne“)

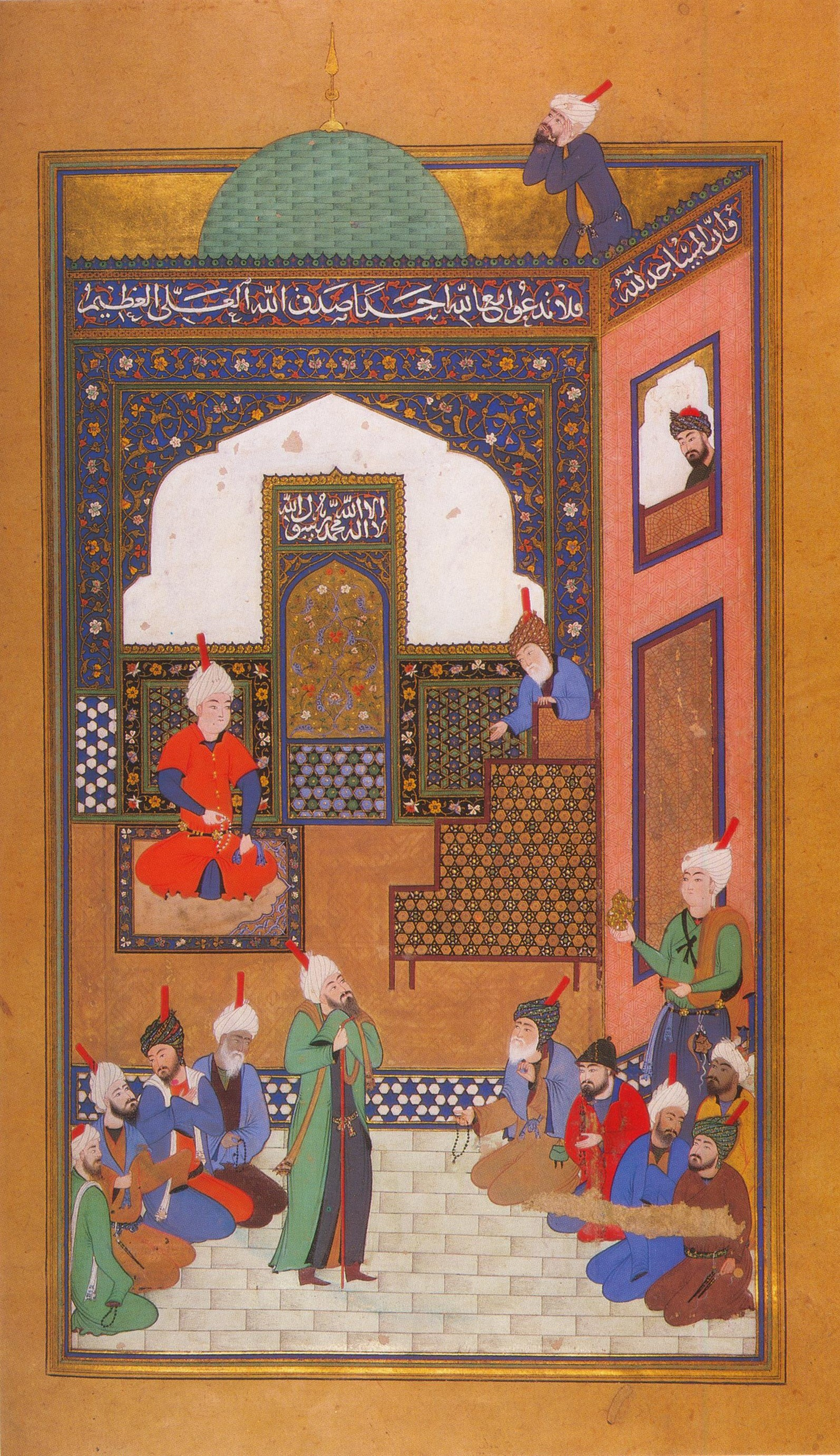
Moscheeszene aus einem Qirān as-Saʿdayn, Täbris 1516.

Nachdem Chusrau bereits mit großem Erfolg in die Fußstapfen der berühmtesten Qasiden- und Ghaselen-Schreiber getreten war, hatte er nun den Wunsch, sich auch mit Nizāmī zu messen, dem berühmtesten Meister des Masnawī. Die Gelegenheit dazu brachte ein Auftrag von Sultan Kaiqubād, der das Zusammentreffen mit seinem Vater in einem dichterischen Werk verewigt sehen wollte. Das Hauptthema war daher im Wesentlichen die Auseinandersetzung zwischen Bughra Chān, dem Sohn Balbans, und Kaiqubād, Sohn von Bughra Chān, der seinem Großvater Balban auf den Thron von Delhi gefolgt war. Die beiden waren mit ihren Heeren gegeneinander gezogen und hatten sich am Fluss Sarū getroffen, wo es schließlich ohne Kampf zur Versöhnung kam. Das vorgegebene Thema war nicht besonders attraktiv: Der bizarre Streit zwischen Vater und Sohn bot weder Romantik noch Heldentum. Amīr Chusrau erklärt dazu im Vorwort: „Da das Thema wenig interessant und sein Skelett ohne Leben war, sah ich mich gezwungen, [viele] Ausmalungen zu verwenden, so dass ich den Gegenstand des Gedichts fast aus den Augen verloren habe.“ Es finden sich folglich eine ganze Anzahl von ästhetisch höchst ansprechenden und historisch bedeutsamen Beschreibungen von Orten, Ereignissen und Gegenständen im Qirān as-Saʿdayn. Wie im Titel bereits angedeutet, spielt die Astronomie eine hervorragende Rolle. Der Dichter hat in seinen Reimen die Planeten, Sterne, Tierkreiszeichen, Manazil al-Qamar und weitere astronomische Aspekte kenntnisreich beschrieben. Besonders interessant sind auch seine Ausführungen zu Delhi, zur Bestrafung der Mongolen, zu Triumphbögen, Musikinstrumenten, den Geschenken zwischen Vater und Sohn oder zu Gerichten auf der königlichen Tafel. Seine Beschreibung der Papierherstellung ist wahrscheinlich die älteste, die wir aus Indien kennen. Das originellste Merkmal dieses Masnawī ist allerdings die Form. Chusrau führt zu den verschiedenen Kapiteln Überschriften ein, die einem anderen Reimschema folgen als der Haupttext. Sie bilden, würde man sie alle untereinander schreiben, eine Qasīde. Neu ist auch die Einfügung von Ghaselen in das Masnawī, die inhaltlich die Stimmung des unmittelbar vorangehenden Kapitels wiedergeben. Der Dichter vollendete sein Werk im Oktober 1289. Etwa vier Jahre später fügte er noch eine Einleitung und einen Schlussteil hinzu. Darin teilt er mit, dass er es versäumt hat, nach der Abfassung die Verse zu zählen, von denen durch nachlässige Schreiber inzwischen einige verlorengegangen sind. Um diesem Problem künftig vorzubeugen, zählt er von nun an bei allen seinen Werken die Verse. Das Qirān as-Saʿdayn besitzt 3944, wie er im Vorwort notiert.

#### Miftāḥ al-Futūḥ(„Der Schlüssel zu den Siegen“)
Hierin wird zunächst ausführlich die Thronbesteigung von Dschalāl ad-Dīn Firūz Schāh Chaldschī am 13. Juni 1290 geschildert, danach die vier großen militärischen Erfolge, die er im Laufe seines ersten Regierungsjahres errungen hat: der Sieg über Malik Tschadschu, über die Rajas von Avadh, die Mongolen und über den Raja von Jhain. Das Werk ist in einem sehr einfachen Stil geschrieben und steht damit im Kontrast zum Qirān as-Saʿdayn. Besonders bemerkenswert ist die einfache aber höchst elegante Art von Chusraus Beschreibungen. Als Beispiel nennt Mirza die Vorbereitungen für den festlichen Empfang des Sultans nach seiner siegreichen Rückkehr von den Feldzügen. Das Miftāḥ al-Futūḥ wurde im Juni 1291 vollendet. Es ist erheblich kürzer als die anderen historischen Masnawīs und gehört zum Diwan Ġurrat al-Kamāl.

#### ʿAšīqaoderʿIšqīya

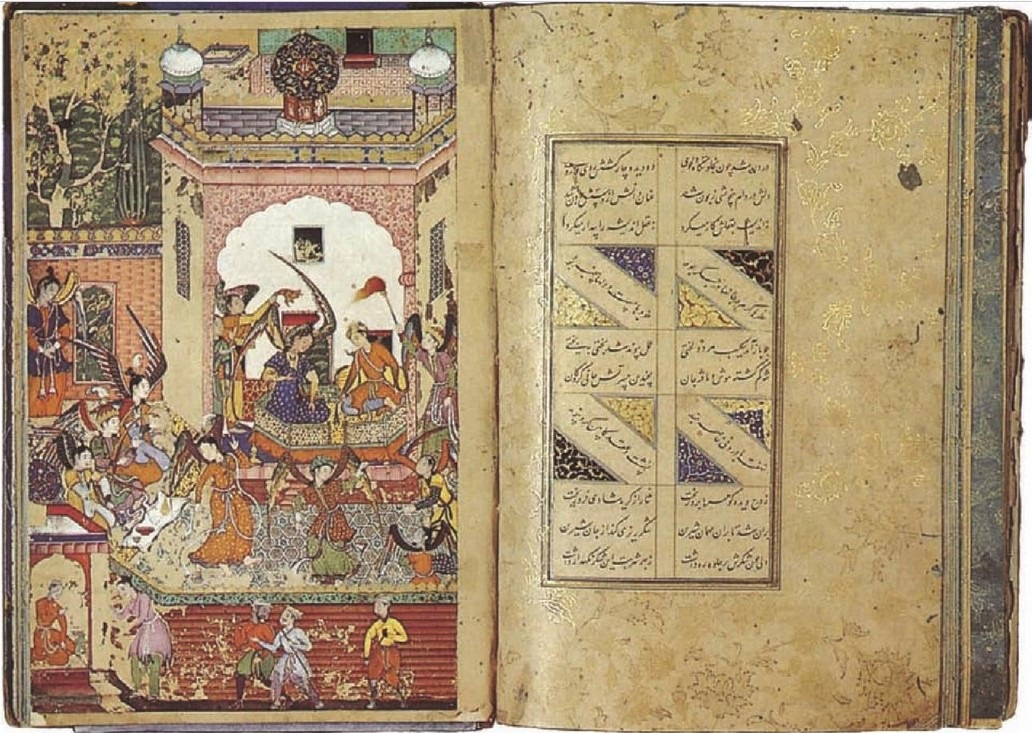
Deval Devi und Chizr Chān. Agra, 1568.

Das Masnawī trägt auch den Namen Deval Rānī Ḫiżr Ḫān. Zentrales Thema ist die romantische Liebesgeschichte von der schönen Prinzessin Deval Devi und dem Prinzen Chizr Chān, ʿAlā ad-Dīn Chaldschīs ältestem Sohn. Chizr Chān selbst hatte dem Dichter einen groben Entwurf der Geschichte übergeben und ihn gebeten, daraus ein Epos zu komponieren. Vier Monate später, im Februar 1316, konnte Amīr Chusrau die Arbeit daran abschließen. Das Werk setzt, wie üblich, mit dem Lob Gottes ein, der hier treffenderweise als Schöpfer von Schönheit und Liebe beschrieben wird. Es folgt das Lob des Propheten, Nizām ad-Dīn Auliyās und ʿAlā ad-Dīn Chaldschīs. Nach einem kurzen historischen Überblick über die muslimischen Herrscher Indiens folgt ein Bericht über die Erfolge ʿAlā ad-Dīns und der Eroberung Gudscharats 1298 durch dessen Bruder Ulugh Chān. Dort kann der letzte Radscha der Vaghela-Dynastie, Karan Deva, zusammen mit seiner Tochter Deval Devi nach Deogiri fliehen, während seine Gemahlin Kamla Devi nach Delhi gebracht wird. ʿAlā ad-Dīn Chaldschī nimmt sie zu seiner dritten Ehefrau. Jahre später lässt ʿAlā ad-Dīn auf Wunsch Kamla Devis deren Tochter gewaltsam von Deogiri an den Chaldschī-Hof holen. Dort beginnt eine Liebesgeschichte zwischen Deval Devi und dem Prinzen Chizr Chān, der darum kämpfen muss, die gudscharatische Prinzessin heiraten zu dürfen. Ursprünglich endete das Masnawī mit der Hochzeit der beiden, aber die Geschichte nimmt einen tragischen Fortgang. Einige Jahre später, nach dem Tod Mubārak Schāhs, fügte Amīr Chusrau eine Ergänzung hinzu, in der er die Ereignisse bis zum Tod Chizr Chāns schildert: ʿAlā ad-Dīn war schwer erkrankt, entfremdete sich von seinem Sohn Chizr Chān, der auf Betreiben von Malik Kafur eingekerkert und geblendet wurde. Nachdem es ʿAlā ad-Dīns drittem Sohn, Mubārak Schāh, gelungen war, den Thron zu besteigen, ließ er Chizr Chān und alle anderen Brüder ermorden. Deval Devi hatte ihren Gemahl in den Kerker begleitet. Über ihr späteres Schicksal schweigt der Dichter. Die ʿAšīqa gilt als Meisterstück der romantischen Literatur, das sich großer Beliebtheit erfreute und häufig illustriert wurde. Durch die Namen vieler heimischer Blumen und die gelegentliche Verwendung von Worten indischen Ursprungs hat der Autor dem Werk ein speziell indisches Gepräge verliehen.

#### Nuh Sipihr(„Die sieben Himmel“)
Amīr Chusrau vollendete das Masnawī im Juli 1318. Entsprechend den neun Himmeln, die je einem Himmelskörper gehören, besitzt das Nuh Sipihr neun Kapitel. Jedes davon ist in einem anderen Metrum geschrieben. Das Werk deckt etwas mehr als zwei Jahre von Mubārak Schahs Herrschaft ab. Die Thronbesteigung, Feldzüge und die Geburt eines Sohnes werden ebenso wie die damit verbundenen Festlichkeiten mit gebührender Ausführlichkeit dargestellt. Besondere Aufmerksamkeit widmet der Dichter außerdem den von Mubārak Schah errichteten Bauwerken. Hervorzuheben ist das dritte Kapitel, in dem es um die Vorzüge Indiens und der Inder geht. Amīr Chusrau liefert eine Fülle an Informationen über Klima, Blumen, Tiere, vor allem Vögel, aber auch Sprache, Wissenschaften und Religionen. Als Beweis für die überragende Bedeutung seines Heimatlandes führt er an, dass Indien das Schachspiel, das Werk Kalīla wa Dimna und einen so großartigen Dichter wie ihn hervorgebracht hat. Seine Selbstbezeichnung „Papagei aus Indien“ (Ṭūṭī-yi Hind) stammt aus diesem Werk.

#### Tughluq-nāma(etwa: „Tughluq-Buch“)
Dieses letzte historische Masnawī aus dem Jahre 1320 beschreibt den Sieg von Sultan Ghiyāth ad-Dīn Tughluq über den Usurpator Chusrau Chān im Jahre 1320. Das Werk ist insofern von besonderer Bedeutung, weil es als einzige historische Quelle Informationen über den Anfang der militärischen Karriere von Ghiyās ad-Dīn Tughluq in Indien liefert. Teile dieses Masnawī waren bereits in der Mogulzeit verloren gegangen. Dschahāngīr beauftragte daher den Dichter Hayātī (gest. 1618), die fehlenden Teile zu ergänzen. Es ist aber nicht bekannt, ob Hayātī die Aufgabe ausgeführt hat.

### Die Chamsa

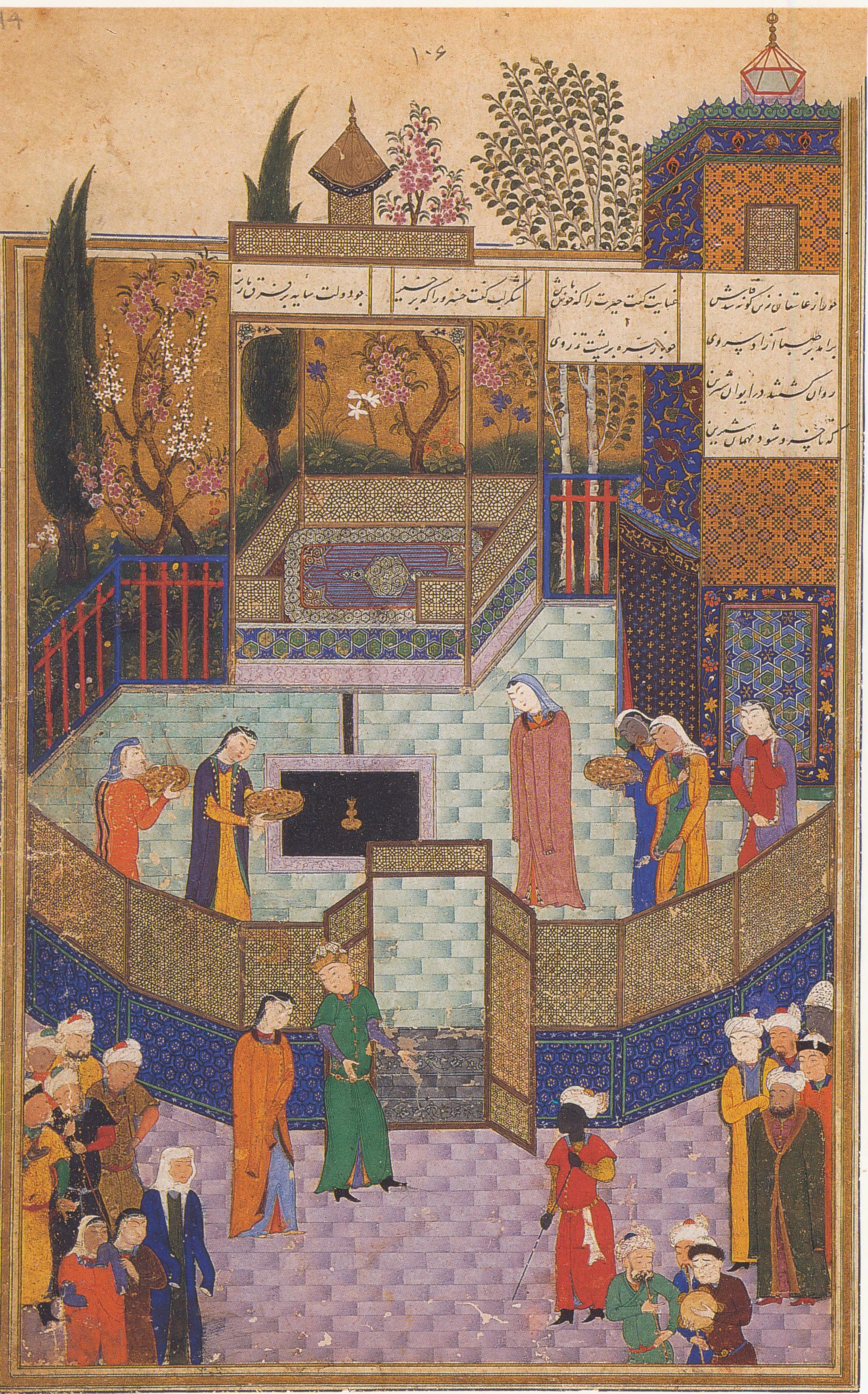
Schīrīn empfängt Chusrau in ihrem Palast. Herat 1485.

Die Chamsa (von arab. ḫamsa, fünf) ist ein Sammelwerk aus fünf Masnawīs, die Amīr Chusrau zwischen 1298 und 1301 in Delhi verfasst hat. Er präsentierte damit eine eigene Version der berühmten Chamsa, die der persische Dichter Nizāmī fast genau einhundert Jahre zuvor verfasst hatte. Nizāmīs Werk galt als maßgebendes Vorbild für die Masnawī-Dichtung, und Amīr Chusrau war der erste in einer Reihe von Poeten, die versuchten, sich mit dem persischen Meister zu messen. Die Bücher im Einzelnen:
- Das Maṭlaʿ al-anvār (Der Aufgang der Lichter) behandelt ethisch-religiöse Themen.
- Šīrīn va Ḫusrau ist eine Liebesgeschichte zwischen der armenischen Prinzessin Schirin und dem persischen Herrscher Chusrau. Der Erzählstoff wurde bereits von Firdausi im Šāhnāma verwendet.
- Maǧnūn Laylī beschreibt die unglückliche Liebe zwischen Madschnūn und Laylī, die zwei arabischen Beduinenstämmen angehören.
- Das Āʾīna-yi Sikandarī (Der Spiegel Alexanders) ist Amīr Chusraus Version der Alexandergeschichte. Sein Iskandar ist allerdings kein Prophet und Philosoph wie bei Nizāmī, sondern ein gerechter Herrscher, der nach Erkenntnis strebt und die Wissenschaft fördert.
- Im Hašt bihišt (Acht Paradiese) bilden die Geschehnisse um den Sasanidenherrscher Bahram V. die Rahmenerzählung für die sieben Geschichten seiner sieben Prinzessinnen. Dieser Stoff stammt, ebenso wie Šīrīn va Ḫusrau, ursprünglich aus dem Šāhnāma.

Amīr Chusraus Chamsa erfreute sich in der persophonen Welt großer Beliebtheit und war, nach dem Šāhnāma und der Chamsa von Nizāmī, eines der am häufigsten illustrierten literarischen Werke in persischer Sprache. Alle fünf Bücher enthalten je ein Lobgedicht auf Nizām ad-Dīn Auliyāʾ und Sultan ʿAlā ad-Dīn Chaldschī.

### Prosawerke
Amīr Chusrau hat zwei Prosawerke verfasst. Das Afḍāl al-fawāʾid („Die vortrefflichsten moralischen Grundsätze“), ein Kompendium der Aussprüche von Nizām ad-Dīn Auliyāʾ, stammt aus späterer Zeit und wird heute nicht mehr Amīr Chusrau zugeschrieben. Dasselbe gilt für Die Geschichte der vier Derwische.
- Iʿǧāz-i Ḫusravī („Chusraus Unnachahmlichkeit“) oder Rasāʾil al-Iʿǧāz (arab. „Abhandlungen über die Unnachahmlichkeit“) Dieses umfangreiche Werk ist, wie Chusrau im Vorwort erwähnt, seine erste Prosaschrift und in den Jahren von 1283/84 bis 1319 entstanden.[166] Es stellt im Wesentlichen Beispiele eleganter Prosa für verschiedene Zwecke vor, insbesondere für Briefe, und erklärt den Gebrauch der diversen sprachlichen Kunstgriffe, die allen Kompositionen die rechte Würze verleihen. Zur Zeit von Amīr Chusrau waren Redefiguren und Wortspiele überaus wichtig und das Herzstück aller Texte. Der Dichter maß jedoch Ideen und klugen Sprachfiguren größere Bedeutung zu als sinnlosen Alliterationen, Witzen und Wortspielen und trieb damit nach Auffassung von M.W. Mirza, „eine gesunde Veränderung“ im literarischen Geschmack voran.[167] Mit dem Werk lieferte er der gelehrten Öffentlichkeit ein seit langem erwünschtes umfassendes Werk in persischer Sprache über die Kunst des Briefeschreibens.[168]

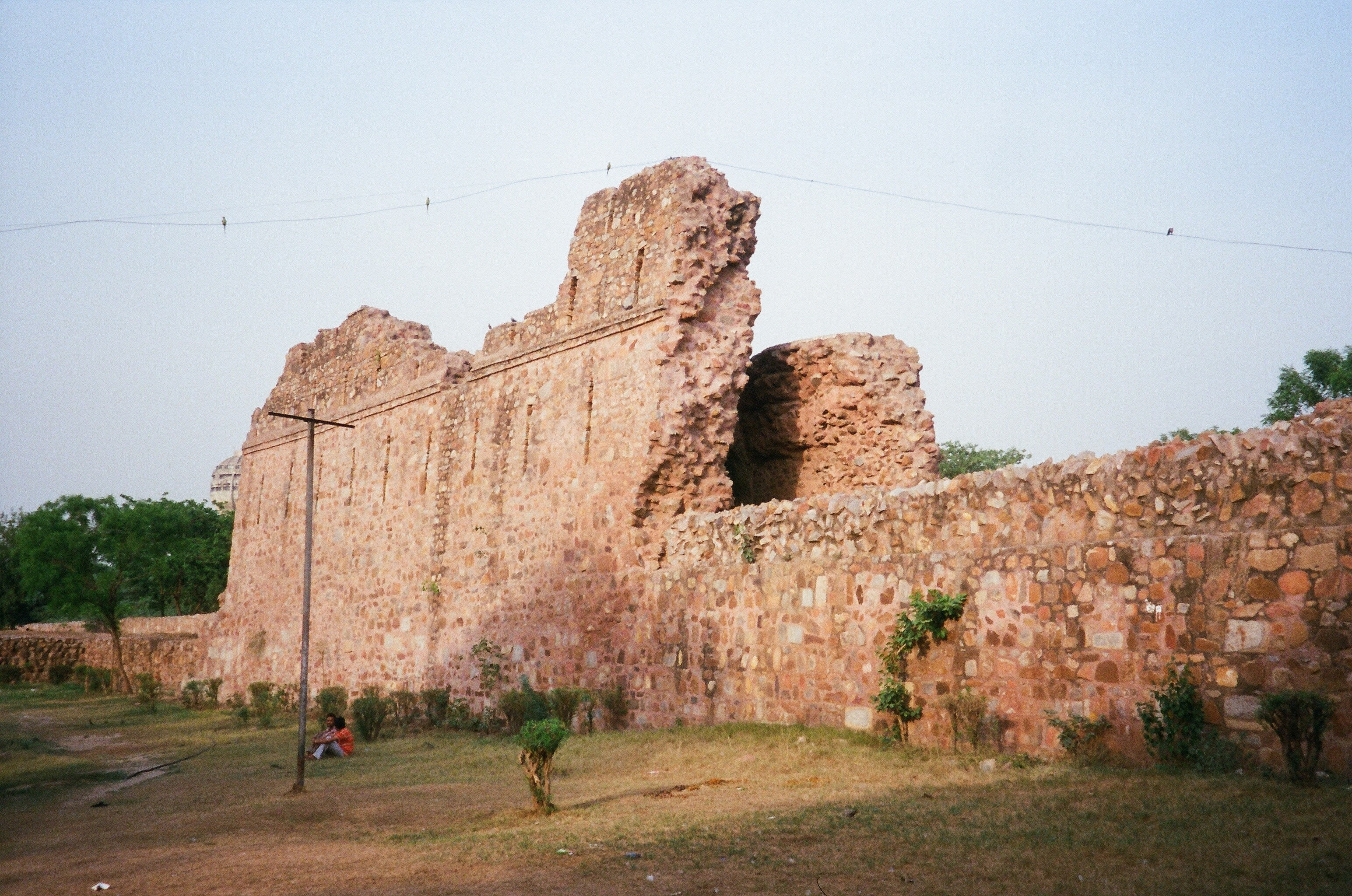
Ruinen der Festung von Siri

- Ḫazāʾin al-futūḥ (arab. „Schätze der Siege“) oder Tārīḫ-i ʿAlāʾī (etwa „ʿAlāʾische Geschichte“) Das 1311/12 verfasste Werk schildert Ereignisse im Leben ʿAlā ad-Dīns aus der Zeit von 1295 bis Ende Oktober 1311. Als Hofdichter war Amīr Chusrau nicht für die Abfassung der offiziellen Regierungsgeschichte zuständig. Diese stammte von dem höfischen Chronisten Kabīr ad-Dīn. Die Initiative für die Abfassung des Ḫazāʾin al-futūḥ ging von Chusrau selbst aus. Er hoffte, wie er am Ende vermerkt, dass sie ʿAlā ad-Dīns Wohlwollen findet. Das Werk ist in einem bombastischen Stil geschrieben, der zur Zeit der Abfassung sehr geschätzt war. Es gilt als wichtige historische Quelle.[169] Amīr Chusrau gibt darin einen ungleichmäßigen Überblick über die Geschehnisse im Leben des Herrschers: Einiges fasst er nur kurz zusammen, anderes, wie die Dekkan-Feldzüge, werden detailliert beschrieben. Er erwähnt die Senkung der Steuern auf den Verkauf lebenswichtiger Güter, die neu eingeführte Preiskontrolle, ihre Umsetzung und ihre Auswirkung auf das Leben der Menschen.[170] Der Leser erfährt überdies etwas über die rege Bautätigkeit des Sultans. ʿAlā ad-Dīn ließ in Siri, heute ein Stadtteil Delhis, eine neue Hauptstadt mit Festung errichten. In seinem Auftrag wurden zahlreiche alte Gebäude und der von Iltutmisch in Delhi angelegte See Hauz-i Sultānī wieder hergestellt. Außerdem erfolgte in dieser Zeit die Erweiterung der Quwwat-ul-Islam-Moschee und der Baubeginn für ein neues Minarett, das doppelt so groß wie das bereits bestehende Qutb Minār sein sollte.[171]

### Hindavi-Dichtung
Neben dem Persischen, das als die Sprache des Hofes und der Elite von internationaler Reichweite war, hatte sich eine volkstümliche Sprachform für alle diejenigen entwickelt, die nicht der höfischen Kultur angehörten oder ungebildet waren. Vor allem Sufis und Dichter der Bhakti-Frömmigkeit verwendeten die Lokalsprache, um damit breite Bevölkerungsschichten zu erreichen. Auch Amīr Chusrau wird eine ganze Anzahl von Versen in der Volkssprache zugeschrieben. Er selbst erwähnt, dass er unter seinen Freunden „einige Kapitel Hindavi-Dichtung verstreut“ habe. Hindavī war seinerzeit das Idiom der Region Delhi und der Vorläufer der modernen Sprachen Urdu und Hindi. Seiner Hindavi-Dichtung hat Amīr Chusrau selbst nur sehr wenig Bedeutung zugemessen. Diese Verse zu sammeln hielt er deshalb nicht für notwendig. Seine heute bekannten Hindavi-Diwane wurden erst im 18. und 19. Jahrhundert aus dem bis dahin nur mündlich überlieferten Material zusammengestellt. Zu den wichtigsten Tradenten gehörten und gehören die Qawwali-Sänger, die allerdings viele verschiedene Versionen desselben Gedichts singen. Ob die in den Diwanen festgehaltene Form der ursprünglichen Gestalt des Dichtwerkes entspricht und inwieweit es sich überhaupt um Kompositionen von Amīr Chusrau handelt, lässt sich heute nicht mehr bestimmen. Die Frage der Authentizität ist laut Sunil Sharma aber eine rein akademische Angelegenheit; niemand in der Bevölkerung bezweifele Amīr Chusraus Urheberschaft.
Vieles davon gehört heute zum Grundmaterial der Qawwalis. Darin findet sich bevorzugt eine Begrifflichkeit, mit der sich auch Gläubige anderer Religionen angesprochen fühlen konnten. Wie in der Bhakti-Dichtung bringt hier nicht selten eine weibliche Stimme ihre Sehnsucht nach dem Geliebten zum Ausdruck. Dabei nutzt der Dichter die sprachlichen Möglichkeiten des Hindavi und setzt ein Gestaltungsmittel ein, das dem Persischen nicht zur Verfügung steht: Verben der ersten Person Singular setzt er in die weiblichen Form. Während das Genus in allen poetischen Formen des Hindavi eine wichtige Rolle spielt, kennt das Persische kein grammatikalisches Geschlecht. Als Beispiel sei hier die Übersetzung eines bekannten Qawwali zitiert, in dem Amīr Chusrau die Braut und Nizām ad-Dīn Auliyāʾ der Bräutigam ist. Bei ihrer symbolischen Hochzeit sind noch weitere bekannte Tschischti-Scheiche zu Gast:

„Ich bin deinem schönen Gesicht verfallen, Nizām,

Ich bin deinem schönen Gesicht verfallen.

Von allen Schleiern der Mädchen ist meiner am schmutzigsten. 

Die Frauen schauen mich an und lachen, Nizām ... 

Färbe diesen Frühling meinen Schleier neu,

Bewahre meine Ehre, geliebter Nizām, 

Um Bābā Gandsch-i Schakar willen,

Bewahre meine Ehre, Nizām ... 

Qutub und Farīd sind in der Hochzeitsprozession gekommen, 

Chusrau ist die Braut, Nizām ... 

Einige Frauen streiten mit der Schwiegermutter, einige mit der Schwägerin, 

Aber meine Hoffnungen ruhen auf dir, Nizām ... 

Ich bin deinem schönen Gesicht verfallen.“

Neben den Qawwalis wird Amīr Chusraus Urheberschaft auch mit Frauenvolksliedern, die bei Hochzeiten oder anderen Gelegenheiten gesungen werden, in Verbindung gebracht. Wie aktuell diese Lieder heute noch sind, zeigt die Netflix-Serie Heeramandi. In der ersten Folge singen und tanzen die Kurtisanen von Heeramandi zu einem Lied über das Frühlingsfest Basant, das Amīr Chusrau zugeschrieben wird. Großer Popularität erfreuen sich außerdem versifizierte Rätsel und Wortspiele. In manchen davon sind einige Zeilen Persisch, einige in Hindavi verfasst. In dem folgenden Vierzeiler ist der letzte Zeile ein Wortspiel, das sowohl auf Persisch als auch in Hindavi gelesen werden kann:

„Ich ging an einem Bach spazieren

Und sah eine Hindu-Frau am Ufer.

Ich fragte: „Schöne, was kostet dein Haar?“ 

Sie rief aus: „Jedes Haar eine Perle/Verschwinde, du Rüpel!““

Bei den meisten Gedichten in Hindavi ist die Autorschaft Amīr Chusraus nicht nachweisbar, aber grundsätzlich möglich. Werke, die mit Sicherheit nicht aus seiner Feder stammen, sind Die Geschichte der vier Derwische und das Persisch-Hindi Wörterbuch Ḫāliq bārī.

## Editionen und Übersetzungen von Werken Amīr Chusraus
- (Hazrat Amīr Khusrau of Delhi:) The Campaigns of ʿAlāʾuʾd-Dīn Khiljī, being Hazrat Amir Khusrau's Khaẓāʾinul Futūḥ (Treasures of Victory). Translated into English with notes and parallel passages from other Persian writers by Muḥammad Habīb. D.B. Taraporewala, Sons & Co., Madras 1931.
- (Amīr Khusrau Dihlawī:) Khazāʾin al-futuḥ of Ḥazrat Amīr Khusrau Dihlawī: a short history of the reign of Sultan Alā'uddīn Khaljī from the date of his accession up to the year 711 H. Edited by Mohammad Wahid Mirza. Asiatic Society, Calcutta 1953.
- (Amīr Chusrau Dihlavī:) Duwal Rani Khazir Khan. Edition von Maulana Rashid Ahmad Salim Ansari. Mit Einführung und Anmerkungen von Khaliq Ahmad Nizami. Idarah-i Adabiyat-i Delli, Delhi 1988.
- (Amīr Chusrau Dihlavī:) Duwal Rani Khizr Khan. Übersetzt von Ishrat Husain Ansari und Hamid Afaq Qureshi al-Taimi al-Siddiqi. Idarah-i Adabiyat-i Delli, Delhi 2021. ISBN 9387772179.

## Belege
1. ↑  Mirza: Life and Works of Amir Khusrau. S. 13.
2. ↑   S.H. Askari: Amir Khusrau as Historian. Patna, Khuda Bakhsh Oriental Public Library 1988 S. 21. Siddiqui hält es für wahrscheinlich, dass Amīr Chusraus Vater deshalb den Beinamen Schamsī erhielt, weil er, wie viele andere Türken, als Sklave für Schams ud-Dīn Iltutmisch nach Indien gekommen ist. Die Sklaven wurden gewöhnlich im jungen Alter angekauft und dann vor allem in der Kriegskunst unterwiesen. Es war üblich, dass sie mit den Töchtern anderer königlicher Sklaven verheiratet wurden. Siddiqui: Indo-Perisan Historiography. S. 160.
3. ↑  Brend: Perspectives on Persian Painting. S. 17.
4. ↑  Mirza: Life and Works of Amir Khusrau. S. 227.
5. ↑   Siddiqui: Indo-Perisan Historiography. S. 160.
6. ↑  Amīr Chusrau Z.B. im Vorwort zum Ġurrat al-Kamāl; Mirza: Life and Works of Amir Khusrau. S. 17.
7. ↑  Mirza: Life and Works of Amir Khusrau. S. 17; Chusrau erwähnt den Namen seines jüngeren Bruders in Maǧnūn va Lailā.
8. ↑  Mirza: Life and Works of Amir Khusrau. S. 18 und S. 119.
9. ↑  Mirza: Life and Works of Amir Khusrau. S. 18 Fußnote 1.
10. ↑  Nach der englischen Übersetzung von Mirza: Life and Works of Amir Khusrau. S. 20.
11. ↑  Amīr Chusrau beschreibt den Vorfall im Vorwort zum Tuḥfat as-Siġar. Mirza: Life and Works of Amir Khusrau. S. 19–22.
12. 1 2 3  Mirza: Life and Works of Amir Khusrau. S. 31.
13. ↑   Siddiqui: Indo-Persian Historiography. S. 161.
14. ↑  Mirza: Life and Works of Amir Khusrau. S. 22 und S. 25.
15. ↑   Siddiqui: Indo-Perisan Historiography. S. 160. Auch Mirza: Life and Works of Amir Khusrau. S. 29.
16. ↑  Mirza: Life and Works of Amir Khusrau. S. 34.
17. ↑  Chusrau berichtet darüber seine in seinem Vorwort zum Ġurrat al-Kamāl und im Tuḥfat as-Siġar. Mirza: Life and Works of Amir Khusrau. S. 32.
18. 1 2  Mirza: Life and Works of Amir Khusrau. S. 36.
19. ↑  Diese Elegie ist in Tuḥfat as-Siġār enthalten; Mirza: Life and Works of Amir Khusrau. S. 37.
20. ↑  Mirza: Life and Works of Amir Khusrau. S. 112.
21. ↑  Mirza: Life and Works of Amir Khusrau. S. 34–36.
22. ↑  Der Name wird in der englischen Literatur gewöhnlich Malik Chhajjū geschrieben. Ahmad, Political History and Institutions, S. 319;
Roy in Majumdar,  The Delhi Sultanate, S. 13–15.
23. ↑  Mirza: Life and Works of Amir Khusrau. S. 38.
24. 1 2  Mirza: Life and Works of Amir Khusrau. S. 40
25. ↑  Mirza: Life and Works of Amir Khusrau. S. 40–41.
26. ↑  Amīr Chusrau berichtet darüber im Vorwort zum Ġurrat al-Kamāl;
Mirza: Life and Works of Amir Khusrau. S. 42–43.
27. ↑  Amīr Chusrau berichtet von dieser Reise in seinem Vorwort zum Ghurrat al-Kamāl. Mirza: Life and Works of Amir Khusrau. S. 44.
28. ↑  Mirza: Life and Works of Amir Khusrau. S. 45.
29. ↑  Mirza: Life and Works of Amir Khusrau. S. 47–49.
30. ↑  Mirza: Life and Works of Amir Khusrau. S. 155.
31. ↑  Mirza: Life and Works of Amir Khusrau. S. 53.
32. ↑  Mirza: Life and Works of Amir Khusrau. S. 51.
33. 1 2  Mirza: Life and Works of Amir Khusrau. S. 52.
34. ↑   Mirza: Life and Works of Amir Khusrau. S. 235.
35. ↑  Dipalpur liegt etwa 130 km südwestlich von Lahore 30° 41′ N, 73° 39′ O.
36. ↑  Mirza: Life and Works of Amir Khusrau. S. 55.
37. ↑   Eine davon hat ʿAbd al-Qādir Badāʾūnī in seinem Werk aufgenommen. ʿAbdu-l-Qādir Badā'ūnī: Muntakhabu-t-Tawārīkh. Band 1. (Übersetzt und bearbeitet vom persischen Original durch George S. A. Ranking. Durchgesehen und erweitert durch Brahmadeva Prasad Ambashthya) Reprint. Renaissance Publishing House, Delhi 1986, S. 197–213. (1. Auflage Calcutta 1898, archive.org) und Abd al-Qádir bin-i-Malúk Sháh Al Badáoní: The Muntakhab al-Tawáríkh. Edited by Maulaví Ahmad ʿAlí. (= Bibliotheca Indica. Band 51,1.) College Press, Calcutta 1868, Vol. 1. S. 138–154.
38. ↑  Mirza: Life and Works of Amir Khusrau. S. 60.
39. ↑  Mirza hält es für möglich, dass er sogar schon am selben Tag flüchten konnte. Mirza: Life and Works of Amir Khusrau. S. 62 und dort auch Fußnote 3.
40. ↑  Mirza: Life and Works of Amir Khusrau. S. 64.
41. ↑  Mirza: Life and Works of Amir Khusrau. S. 66.
42. ↑  Jackson, Delhi Sultanate. S. 53.
43. ↑  Ahmad: Political History and Institutions. S. 308. Mirza: Life and Works of Amir Khusrau. S. 66–67.
44. ↑  Ahmad, Political History and Institutions. S. 308.
45. ↑  Mirza: Life and Works of Amir Khusrau. S. 69–70.
46. ↑  Mirza: Life and Works of Amir Khusrau. S. 73.
47. ↑  Mirza: Life and Works of Amir Khusrau. S. 76.
48. ↑  Mirza: Life and Works of Amir Khusrau. S. 77.
49. ↑  Mirza: Life and Works of Amir Khusrau. S. 77–78.
50. ↑  Badaʾuni I: 182.
51. ↑  Mirza: Life and Works of Amir Khusrau. S. 79.
52. ↑  Mirza: Life and Works of Amir Khusrau. S. 80–81.
53. ↑  Das  Miftāḥ al-Futūḥ ist Teil der Sammlung Ġurrat al-Kamāl; Peter Hardy, Amīr Khusraw, in EI².
54. ↑  Roy in Majumdar, The Delhi Sultanate. S. 13–15.
55. ↑  Der Bezirk Kara hat sich wahrscheinlich von der heutigen Stadt Kara 25° 42′ N, 81° 22′ O in Richtung Süden und Südwesten erstreckt.
56. ↑  Roy in Majumdar, The Delhi Sultanate. S. 16–17.
57. ↑  Roy in Majumdar, The Delhi Sultanate. S. 18.
58. ↑  Mirza: Life and Works of Amir Khusrau. S. 87.
59. ↑  Mirza: Life and Works of Amir Khusrau. S. 107.
60. 1 2  Mirza: Life and Works of Amir Khusrau. S. 108.
61. ↑  Mirza: Life and Works of Amir Khusrau. S. 105.
62. ↑  Mirza: Life and Works of Amir Khusrau. S. 107–108.
63. ↑  Chusraus Masnawī ist, einem Masnawī entsprechend, in gereimten Doppelversen geschrieben. Die darin enthaltenen Reime und Wortspiele lassen sich aber kaum in dieser Form eine andere Sprache übertragen. Deshalb erscheint der Text hier in einfacher Prosa. Der persische Originaltext findet sich in einer Handschrift des India Office, Ms. 1187; die deutsche Übersetzung folgt der Englischen nach Mirza; Mirza: Life and Works of Amir Khusrau. S. 109–110.
64. ↑  Mirza: Life and Works of Amir Khusrau. S. 110.
65. ↑  Das zeigt, dass der König ihn für seine Abwesenheit vom Hof getadelt hatte; Mirza: Life and Works of Amir Khusrau. S. 111 Fußnote 9.
66. ↑  Übersetzung aus dem Englischen nach Mirza: Life and Works of Amir Khusrau. S. 110–112.
67. ↑  Mirza: Life and Works of Amir Khusrau. S. 112.
68. ↑  Chusrau berichtet darüber vor allem im Ḫazāʾìn al-futūḥ; Mirza: Life and Works of Amir Khusrau. S. 91 und dort auch Fußnote 4.
69. ↑  Mirza: Life and Works of Amir Khusrau. S. 91–93.
70. ↑  Mirza: Life and Works of Amir Khusrau. S. 18 Fußnote 4, S. 119 und S. 199.
71. ↑  Bednar 2019, Duwal Rānī wa Ḫiżr Ḫān.
72. ↑  Mirza: Life and Works of Amir Khusrau. S. 178.
73. ↑  Mirza: Life and Works of Amir Khusrau. S. 121.
74. ↑  Mirza: Life and Works of Amir Khusrau. S. 124.
75. ↑  Mirza: Life and Works of Amir Khusrau. S. 124–125.
76. ↑  In der Einleitung zum Nuh Sipihr, Life and Works of Amir Khusrau. S. 125.
77. ↑  Mirza: Life and Works of Amir Khusrau. S. 125.
78. ↑  Mirza: Life and Works of Amir Khusrau. S. 126–127.
79. ↑  Mirza: Life and Works of Amir Khusrau. S. 127–129.
80. ↑   Mirza: Life and Works of Amir Khusrau. S. 129–131.
81. ↑   Beschreibung im Nihāyat al-Kamāl, Mirza: Life and Works of Amir Khusrau, S. 132.
82. ↑   Ob es sich dabei um einen Unfall handelte oder um ein geschickt getarntes Attentat des Sohnes, ist nicht eindeutig geklärt. Dass Ulugh Beg nach seiner Thronbesteigung dem Baumeister des Pavillons das hohe Amt eines Wesir verliehen hat, weckt Zweifel an seiner Unschuld. Majumdar: Delhi Sultanate 1967, S. 57–58. Jackson: Delhi Sultanate. S. 162. Mirza: Life and Works of Amir Khusrau. S. 133–134, hier auch FN 1.
83. ↑   Mirza: Life and Works of Amir Khusrau. S. 112–113.
84. ↑   Sharma: Amir Khusraw. The Poet of Sultans and Sufis. S. 29.
85. ↑   Nizami: The Life and Times. S. 166.
86. ↑   Nizami: The Life and Times. S. 81.
87. ↑   Mirza: Life and Works of Amir Khusrau. S. 116.
88. ↑   Kirmaniʾs Siyar-ul-Awliya,i. Übersetzt von Ishrat Husain Ansari u. a., S. 230.
89. ↑   Mirza: Life and Works of Amir Khusrau. S. 118.
90. ↑   Mirza: Life and Works of Amir Khusrau. S. 117.
91. ↑   Rizvi: History of Sufism. S. 103.
92. ↑   Firishta gibt den Todestag als den 6. November 1325 (29. Dhū l-Qaʿda 725) an. Mirza: Life and Works of Amir Khusrau. S. 136–137, S. 137 Fußnote 1.
93. ↑   Mirza: Life and Works of Amir Khusrau. S. 138–139.
94. ↑  Mirza: Life and Works of Amir Khusrau. S. 238.
95. ↑   Mirza: Life and Works of Amir Khusrau. S. 146.
96. ↑   Sarmadee in Ansari: Life, Times and Works of Amīr Khusrau Dehlavī. S. 241–242.
97. ↑   Sarmadee in Ansari: Life, Times and Works of Amīr Khusrau Dehlavī. S. 250.
98. ↑   S. 248.
99. ↑   Sarmadee in Ansari: Life, Times and Works of Amīr Khusrau Dehlavī. S. 246–248.
100. ↑  Sharma: Amir Khusraw. The Poet of Sufis and Sultans. S. 71.
101. ↑  Sharma: Amir Khusraw. The Poet of Sufis and Sultans S. 69–71.
102. ↑  Sharma: Amir Khusraw. The Poet of Sufis and Sultans. S. 72.
103. ↑  Mirza: Life and Works of Amir Khusrau. S. 239.
104. ↑  Sharma: Amir Khusraw. The Poet of Sufis and Sultans. S. 74.
105. ↑  Rypka: Poets and Prose Writers. S. 606.
106. ↑   Mirza: Life and Works of Amir Khusrau. S. 141–142.
107. 1 2  Mirza: Life and Works of Amir Khusrau. S. 144.
108. ↑   Mirza: Life and Works of Amir Khusrau. S. 149.
109. ↑   Mirza: Life and Works of Amir Khusrau. S. 141.
110. ↑   Sharma: Amir Khusraw. The Poet of Sufis and Sultans. S. 48.
111. ↑   Mirza: Life and Works of Amir Khusrau. S. 140 und 153.
112. ↑   Amīr Chusrau hatte vor 1273 keine Gelegenheit, sich in einer afghanischen Festung aufzuhalten. Diese Erfahrung stammt erst aus seiner Zeit bei Muhammad Sultān in Multan und kann daher frühestens 1282 entstanden sein, vgl. Mirza: Life and Works of Amir Khusrau. S. 51. Dennoch wird das Masnawī von allen Autoren dem ersten Diwan von 1272/73 zugerechnet, zum Beispiel: Mirza: Life and Works of Amir Khusrau. S. 153; Sharma: Amīr Khusraw Dihlavī. In: Encyclopaedia of Islam, THREE.; Annemarie Schimmel: Amīr Kosrow Dehlavī. In: Encyclopædia Iranica.
113. ↑   Mirza: Life and Works of Amir Khusrau. S. 152–13.
114. ↑   Mirza: Life and Works of Amir Khusrau. S. 154.
115. 1 2  Mirza: Life and Works of Amir Khusrau. S. 155.
116. ↑   Mirza: Life and Works of Amir Khusrau. S. 156.
117. ↑   Es handelt sich um ein Gedicht mit dem Reimschema [aa xa xa xa xa … bb cc xc xc xc xc … dd ee xe xe xe … usw.] Edward Granville Browne: A Literary History of Persia. Vol. 2. From Firdawsī to Sad'i (sic!). New Delhi, Munshiram Manoharlal 1997. (Originalausgabe T. Fisher Unwin 1906; mehrfach seitenidentisch nachgedruckt) S. 39–41.
118. ↑   Mirza: Life and Works of Amir Khusrau. S. 157.
119. ↑   Mirza: Life and Works of Amir Khusrau. S. 157–158.
120. ↑   Mirza: Life and Works of Amir Khusrau. S. 159 und Fußnote 5.
121. ↑   Mirza: Life and Works of Amir Khusrau. S. 159.
122. ↑   Bei den Tardschīs kann es sich um Gedichte in der Form von Tarkīb-bands oder Tardschī-band handeln. Letztere folgen dem Reimschema [aa xa xa xa xa … bb cc xc xc xc xc … bb dd xd xd xd xd bb ee xe xe xe … usw.], haben also eine Art Refrain. E.G.Browne: A Literary History of Persia. Vol. 2. New Delhi, Munshiram Manoharlal 1997. S. 39–41.
123. ↑   Mirza: Life and Works of Amir Khusrau. S. 162.
124. ↑   Mirza: Life and Works of Amir Khusrau. S. 165–166. Bei Mirza auch die Übersetzung einer längeren Passage aus dem Faras-nāma.
125. ↑   Mirza: Life and Works of Amir Khusrau. S. 166–167.
126. ↑   Mirza: Life and Works of Amir Khusrau. S. 167.
127. ↑   Mirza: Life and Works of Amir Khusrau. S. 170.
128. ↑  Sunil Sharma nennt als Titel: Nihāyat al-ǧamāl („Die höchste Stufe der Schönheit“); Sharma: Amir Khusraw. The Poet of Sufis and Sultans. S. 48 und 130.
129. ↑   Mirza zählt hier den Inhalt einer Handschrift des Nihāyat al-Kamāl im British Museum auf; in anderen Manuskripten könnte die Sammlung erweitert oder verkürzt sein. Mirza: Life and Works of Amir Khusrau. S. 171–172.
130. ↑   Mirza: Life and Works of Amir Khusrau. S. 172.
131. ↑   Mirza: Life and Works of Amir Khusrau. S. 173.
132. ↑   J.T.P. de Bruijn: The Ghazal in Medieval Persian Poetry. In: Yarshater: Persian Lyric Poetry. S. 430.
133. ↑   Mirza: Life and Works of Amir Khusrau. S. 205.
134. ↑   Rypka: Iranische Literaturgeschichte. S. 249–250. Mirza: Life and Works of Amir Khusrau. S. 215.
135. ↑   Mirza: Life and Works of Amir Khusrau. S. 207.
136. ↑   Sunil Sharma: Amīr Khusraw Dihlavī. In: Encyclopaedia of Islam, THREE. Und Mirza: Life and Works of Amir Khusrau. S. 206.
137. ↑   Mirza: Life and Works of Amir Khusrau. S. 213.
138. ↑   Mirza: Life and Works of Amir Khusrau. S. 147.
139. ↑  Rypka: Poets and Prose Writers. S. 607.
140. ↑   Siddiqui: Indo-Perisan Historiography. S. 164.
141. ↑   Syed Hasan Askari: Amir Khusrau as a Historian. In: Mohibbul Hasan (Hrsg.): Historians of Medieval India. Meenakshi Prakashan, Meerut 1968. S. 26.
142. ↑   Siddiqui: Indo-Perisan Historiography. S. 176.
143. ↑   Rypka: Iranische Literaturgeschichte. S. 251.
144. ↑   Mirza: Life and Works of Amir Khusrau. S. 140.
145. 1 2  Mirza: Life and Works of Amir Khusrau. S. 174.
146. ↑   Mirza: Life and Works of Amir Khusrau. S. 175.
147. ↑   M.N. Mathur: Elements of Astronomy in Qiran us-Sʿadain. In: Mohammad Aslam Khan, Ravinder Gargesh, Chander Shekhar (Hrsg.): Indo-Persian Cultural Perspectives. Prof. Bhagwat Saroop Memorial Volume. M/S Saud Ahmad Dehlavi, Delhi 1998. S. 189–206.
148. 1 2  Mirza: Life and Works of Amir Khusrau. S. 176.
149. ↑   Yves Porter: Painters, Paintings and Books. An Essay on Indo-Persian Technical Literature, 12-19th Centuries. Centre for Human Sciences, New Delhi. Manohar, New Delhi 1994. S. 18, ISBN 81-85425-95-7.
150. ↑   Jhain heißt heute Chhan 25° 53′ N, 76° 29′ O
151. ↑   Mirza: Life and Works of Amir Khusrau. S. 176–177.
152. ↑   Mirza: Life and Works of Amir Khusrau. S. 178.
153. ↑   Mirza: Life and Works of Amir Khusrau. S. 101.
154. ↑   Mirza: Life and Works of Amir Khusrau. S. 178–180.
155. ↑  Sharma: Amir Khusraw. The Poet of Sufis and Sultans. S. 61.
156. ↑   Mirza: Life and Works of Amir Khusrau. S. 180.
157. ↑   Mirza: Life and Works of Amir Khusrau. S. 181.
158. ↑   Ram Nath und Faiyaz Gwaliari: India as seen by Amir Khusrau. Jaipur 1981. S. 59–62.
159. ↑   Mirza: Life and Works of Amir Khusrau. S. 188–189.
160. ↑   Siddiqui: Indo-Perisan Historiography. S. 172.
161. ↑   Mirza: Life and Works. S. 190, und Sharma Amīr Khusraw Dihlavī. In: Encyclopaedia of Islam, THREE.
162. ↑   Barbara Brend: Perspectives on Persian Painting. 2003, S. xxiii.
163. ↑   Sharma: Ḵamsa of Amir Ḵosrow, in: Encyclopædia Iranica, EIr
164. ↑   Bruce B. Lawrence: Afzal-ul-fawa-id -- a reassesment. In: Zoe Ansari (Hrsg.): Life, Times and Works of Amīr Khusrau Dehlavī. National Amir Khusrau Society, New Delhi 1975. S. 119–131.
165. ↑   Sharma: Amir Khusraw. The Poet of Sufis and Sultans. S. 65 und S. 81.
166. ↑   Mirza: Life and Works of Amir Khusrau. S. 145.
167. ↑   Mirza: Life and Works of Amir Khusrau. S. 220. Rypka zitiert die Ansicht von Mirza, Rypka: Poets an Prose Writers. S. 609.
168. ↑   Mirza: Life and Works of Amir Khusrau. S. 220.
169. ↑   Rypka: Poets and Prose Writers. S. 609. Siddiqui: Indo-Perisan Historiography. S. 169.
170. ↑   Siddiqui: "Indo-Persian Historiography." S. 169.
171. ↑   Siddiqui: "Indo-Persian Historiography." S. 170.
172. ↑  Sharma: Amir Khusraw. The Poet of Sufis and Sultans. S. 75.
173. ↑  Amīr Chusrau äußert sich zu seiner Hindavi-Dichtung in der Vorrede zu seinem dritten Divan. Mirza: Life and Works of Amir Khusrau. S. 228.
174. ↑  Sharma: Amir Khusraw. The Poet of Sufis and Sultans. S. 74 und S. 81.
175. ↑   Mirza: Life and Works of Amir Khusrau. S. 229.
176. ↑   Sharma: Amir Khusraw. The Poet of Sufis and Sultans. S. 78.
177. 1 2   Ruth Vanita und Saleem Kidwai (Hrsg.): Same-Sex Love in India. Readings from Literature and History. Palgrave, New York und Basingstoke 2000. S. 127, ISBN 0-312-29324-0.
178. ↑  Sharma: Amir Khusraw. The Poet of Sufis and Sultans. S. 78–79.
179. ↑  Sharma: Amir Khusraw. The Poet of Sufis and Sultans. S. 77.
180. ↑   Gemeint ist Qutb ad-Dīn Bachtiyār Kākī, Pīr von Bābā Farīd.
181. ↑   Ins Deutsche übertragen aus der englischen Übersetzung bei Ruth Vanita und Saleem Kidwai (Hrsg.): Same-Sex Love in India. Readings from Literature and History. Palgrave, New York und Basingstoke 2000. S. 129–130.
182. ↑  Heeramandi, 1. Staffel, 1. Folge
183. ↑   Sharma: Amir Khusraw. The Poet of Sufis and Sultans. S. 79.
184. ↑   Ins Deutsche übertragen aus der englischen Übersetzung bei Sharma: Amir Khusraw. The Poet of Sufis and Sultans. S. 80.
185. ↑   Mirza: Life and Works of Amir Khusrau. S. 149–150.
186. ↑   Sharma: Amir Khusraw. The Poet of Sufis and Sultans. S. 81. Zu diesem Thema Mirza: Life and Works of Amir Khusrau. S. 231.

| Personendaten    | Personendaten                                                                       |
| ---------------- | ----------------------------------------------------------------------------------- |
| NAME             | Amir Chusrau                                                                        |
| ALTERNATIVNAMEN  | Abu 'l-Ḥasan Yāmīn ad-Dīn Chosrau; Amīr Chosrau Dehlavī; امیر خسرو دهلوی (persisch) |
| KURZBESCHREIBUNG | indisch-persischer Dichter und Musikwissenschaftler                                 |
| GEBURTSDATUM     | 1253                                                                                |
| GEBURTSORT       | Patiali                                                                             |
| STERBEDATUM      | 1325                                                                                |
| STERBEORT        | Delhi                                                                               |